# باشگاه فوتبال پرسپولیس در لیگ قهرمانان آسیا
این مقاله شامل حضور باشگاه فوتبال پرسپولیس در رقابت‌های لیگ قهرمانان آسیا و لیگ نخبگان آسیا می‌شود که در سال ۲۰۰۲ با ادغام جام باشگاه‌های آسیا و جام در جام آسیا شروع به کار کرد. تا سال ۲۰۲۴، از ۲۲ دوره برگزاری رقابت‌های لیگ قهرمانان آسیا این تیم در ۱۲ دوره از این رقابت‌ها حضور داشته است.
از میان تیم‌های ایرانی، باشگاه پرسپولیس با ۴ بار حضور در میان ۸ تیم پایانی، ۳ بار حضور در نیمه نهایی و ۲ بار فینالیست شدن و ۲ عنوان نایب قهرمانی آسیا؛ موفق‌ترین باشگاه ایرانی لیگ قهرمانان آسیا است. باشگاه پرسپولیس در تورنمنت جام باشگاه‌های آسیا با ۴ بار حضور در نیمه نهایی و ۳ عنوان سومی در جام باشگاه‌های آسیا جزو پر افتخارترین باشگاه‌های ایرانی در تورنمنت جام باشگاه‌های آسیا به‌شمار می‌آید. باشگاه پرسپولیس در تورنمنت جام برندگان جام آسیا با ۲ بار حضور در نیمه نهایی و ۲ بار فینالیست شدن و در مجموع با کسب یک عنوان قهرمانی و یک عنوان نایب قهرمانی در جام برندگان جام آسیا پر افتخارترین باشگاه ایرانی و سومین تیم پر افتخار در تورنمنت جام برندگان جام آسیا محسوب می‌شود.

## تاریخچه
تا سال ۲۰۰۲ مسابقات فوتبال درقاره آسیا تحت دو عنوان جام باشگاه‌ها و جام در جام آسیا برگزار می‌شد اما کمیته برگزاری مسابقات باشگاهی در این قاره پس از پایان مسابقات در سال ۰۱–۲۰۰۰ تصمیم گرفت همانند رقابت‌های اروپایی با ادغام این دو جام پیکارها را در قالب لیگ قهرمانان آسیا برگزار کند.
از سال ۲۰۰۲ تاکنون که مسابقات با عنوان «لیگ قهرمانان آسیا» به فعالیتش ادامه داده است، هیچ تیمی از ایران نتوانست عنوان قهرمانی را به خود اختصاص دهد. تیم‌های پرسپولیس، سپاهان و ذوب آهن با راهیابی به فینال این مسابقات در آستانه کسب این عنوان قرار گرفته‌اند اما در گام آخر نتوانستند از پس حریفان خود بر بیایند.
در سال ۲۰۰۲، با تلفیق جام برندگان جام و جام باشگاه‌ها، لیگ قهرمانان آسیا راه‌اندازی شد. در دوره‌های دوم تا ششم، هشتم، یازدهم، دوازدهم و چهاردهم حضور پیدا نکرد. پس از حضور در نخستین دوره برگزاری این مسابقات، پرسپولیس وارد دوران بحران خود شد و ۵ فصل نتوانست هیچ جام کشوری را ببرد و از راهیابی به لیگ قهرمانان آسیا بازماند. در فصل ۲۰۰۹ این تیم با کسب سهمیه توانست بار دیگر مجوز ورود به آسیا را بدست بیاورد.
از زمان برگزاری مسابقات باشگاهی فوتبال آسیا به عنوان لیگ قهرمانان آسیا پرسپولیس به عنوان پر افتخارترین تیم ایرانی در این مسابقات شناخته می‌شود.

## دوره‌ها

### ۱
پرسپولیس که در نخستین دوره این جام به عنوان قهرمان لیگ برتر فوتبال ایران ۸۱–۱۳۸۰ شرکت کرده بود، در گروه خود دوم شد و از راه‌یابی به مرحله بعد بازماند. در این دوره از هر گروه تنها تیم صدرنشین به‌طور مستقیم راهی مرحله نیمه نهایی شد و بازی‌های هر گروه به میزبانی یک کشور برگزار می‌شد و پرسپولیس با شکست مقابل میزبان گروه خود تیم پاختاکور ازبکستان صعود را از دست داد.

### گروهی
در این دوره از بازی‌ها پرسپولیس با پاختاکور، الطلبه و نیسا عشق‌آباد در گروه D هم گروه شد.

### گروه D
| تیم          | امتیاز | بازی | برد | مساوی | باخت | گل‌زده | گل‌خورده | تفاضل‌گل |
| ------------ | ------ | ---- | --- | ----- | ---- | ----- | ------- | ------- |
| پاختاکور     | ۹      | ۳    | ۳   | ۰     | ۰    | ۷     | ۰       | ۷+      |
| پرسپولیس     | ۶      | ۳    | ۲   | ۰     | ۱    | ۵     | ۲       | ۳+      |
| الطلبه       | ۳      | ۳    | ۱   | ۰     | ۲    | ۳     | ۴       | ۱-      |
| نیسا عشق‌آباد | ۰      | ۳    | ۰   | ۰     | ۳    | ۱     | ۱۰      | ۹-      |

#### بازی‌های دور گروهی
| ۱۸ اسفند ۱۳۸۱ ۱ | پرسپولیس    | ۱–۰              | الطلبه | تاشکند، ازبکستان                                                       |
|                 | گل‌محمدی ۶۲' | گزارش خلاصه بازی |        | ورزشگاه: ورزشگاه مرکزی پاختاکور تماشاگران: ۵٬۰۰۰ داور: ماسایوشی اوکادا |

| ۲۰ اسفند ۱۳۸۱ ۲ | پاختاکور  | ۱–۰   | پرسپولیس | تاشکند، ازبکستان                                                        |
|                 | سولیف ۲۲' | گزارش |          | ورزشگاه: ورزشگاه مرکزی پاختاکور تماشاگران: ۴۵٬۰۰۰ داور: ماسایوشی اوکادا |

| ۲۲ اسفند ۱۳۸۱ ۳ | پرسپولیس                                       | ۴–۱   | نیسا               | تاشکند، ازبکستان                                                     |
|                 | خان‌محمدی ۱۴'، ۷۶' · گل‌محمدی ۴۷' · اصلانیان ۹۰' | گزارش | مردوف ۸۶' (پنالتی) | ورزشگاه: ورزشگاه مرکزی پاختاکور تماشاگران: ۲٬۰۰۰ داور: فرید المرزوقی |

### ۷
پرسپولیس که برای بار دوم در هفتمین دوره این جام به عنوان قهرمان لیگ برتر فوتبال ایران ۸۷–۱۳۸۶ شرکت کرده بود، در گروه خود دوم شد و به مرحله بعد صعود کرد. در این گروه باشگاه الشارجه انصراف خود را از رقابت‌ها در حالی که دو بازی باقی‌مانده بود اعلام کرد. بقیه نتایج مسابقات آن‌ها حذف شده است. با این حال، در مرحله حذفی پرسپولیس حریف بنیادکار شد که با نتیجه یک بر صفر شکست خورد.

### گروهی
در این دوره از بازی‌ها پرسپولیس با الشباب، الغرافه و الشارجه در گروه B هم گروه شد و به عنوان تیم دوم گروه به مرحله حذفی راه یافت.

### گروه B
| تیم      | بازی          | برد           | مساوی         | باخت          | گل‌زده         | گل‌خورده       | تفاضل‌گل       | امتیاز        |
| -------- | ------------- | ------------- | ------------- | ------------- | ------------- | ------------- | ------------- | ------------- |
| الشباب   | ۴             | ۲             | ۱             | ۱             | ۴             | ۲             | ۲+            | ۷             |
| پرسپولیس | ۴             | ۲             | ۱             | ۱             | ۵             | ۶             | ۱-            | ۷             |
| الغرافه  | ۴             | ۱             | ۰             | ۳             | ۷             | ۸             | ۱-            | ۳             |
| الشارجه  | کناره‌گیری کرد | کناره‌گیری کرد | کناره‌گیری کرد | کناره‌گیری کرد | کناره‌گیری کرد | کناره‌گیری کرد | کناره‌گیری کرد | کناره‌گیری کرد |

| الشباب | پرسپولیس | الغرافه | الشارجه |
| ------ | -------- | ------- | ------- |
| —      | ۰–۰      | ۱–۰     | ۵–۰     |
| ۱–۰    | —        | ۳–۱     | ۳–۱     |
| ۱–۳    | ۵–۱      | —       |         |
| ۱–۳    |          | ۰–۲     | —       |

#### بازی‌های دور گروهی
| ۲۰ اسفند ۱۳۸۷ ۱ | پرسپولیس                                  | ۳–۱              | الشارجه       | تهران، ایران                                                   |
| ۱۵:۰۰           | کریمی ۲۷' · واحدی نیکبخت ۳۰' · نوروزی ۳۴' | گزارش خلاصه بازی | عبدالوهاب ۵۴' | ورزشگاه: ورزشگاه آزادی تماشاگران: ۵۵٬۱۲۱ داور: والنتین کوالنکو |

| ۲۷ اسفند ۱۳۸۷ ۲ | الشباب | ۰–۰   | پرسپولیس | ریاض، عربستان                                                  |
| ۲۱:۰۰           |        | گزارش |          | ورزشگاه: ورزشگاه ملک فهد تماشاگران: ۹٬۰۰۰ داور: یونگ میونگ چوی |

| ۱۹ فروردین ۱۳۸۸ ۳ | پرسپولیس                                        | ۳–۱              | الغرافه       | تهران، ایران                                                      |
| ۱۶:۰۰             | زارع ۳۶' (پنالتی) · توره ۴۵' · واحدی نیکبخت ۴۸' | گزارش خلاصه بازی | فرناندائو ۶۹' | ورزشگاه: ورزشگاه آزادی تماشاگران: ۵۳٬۲۰۴ داور: کریستوفر متیو بریز |

| ۱ اردیبهشت ۱۳۸۸ ۴ | الغرافه                                   | ۵–۱   | پرسپولیس  | دوحه، قطر                                                 |
| ۲۰:۰۰             | لوسیو ۷' · مرسون ۴۲'، ۴۵'، ۸۱' · اکرم ۷۰' | گزارش | کریمی ۷۶' | ورزشگاه: ورزشگاه الغرافه تماشاگران: ۱٬۰۰۰ داور: میشی مورا |

| ۱۶ اردیبهشت ۱۳۸۸ ۵ | الشارجه | v | پرسپولیس | شارجه، امارات            |
| |         |   |          | ورزشگاه: ورزشگاه الشارجه |
| یادداشت: تیم الشارجه از مسابقات انصراف داد و تمامی نتایجی که تیم‌های دیگر توسط این تیم بدست آوردند هم در نظر گرفته نشد. |         |   |          |                          |

| ۳۰ اردیبهشت ۱۳۸۸ ۶ | پرسپولیس  | ۱–۰   | الشباب | تهران، ایران                                               |
| ۱۷:۰۰              | خلیلی ۳۶' | گزارش |        | ورزشگاه: ورزشگاه آزادی تماشاگران: ۳۱٬۳۲۱ داور: توجو مینورو |

### ۹
پرسپولیس به عنوان قهرمان جام حذفی فوتبال ایران ۸۹–۱۳۸۸ در این دوره از مسابقات حضور یافت. پس از یک فصل غیبت در لیگ قهرمانان آسیا ۲۰۱۱ حضور یافت اما در همان مرحله گروهی حذف شد.

### گروهی
در این دوره از بازی‌ها پرسپولیس با بنیادکار، الوحده امارات و الاتحاد در گروه C هم گروه شد و با یک برد به عنوان تیم چهارم گروه از راه‌یابی به مرحله حذفی بازماند.

### گروه C
| تیم      | بازی | برد | تساوی | باخت | گل‌زده | گل‌خورده | تفاضل‌گل | امتیاز |
| -------- | ---- | --- | ----- | ---- | ----- | ------- | ------- | ------ |
| الاتحاد  | ۶    | ۳   | ۲     | ۱    | ۱۰    | ۵       | ۵+      | ۱۱     |
| بنیادکار | ۶    | ۲   | ۳     | ۱    | ۸     | ۶       | ۲+      | ۹      |
| الوحده   | ۶    | ۱   | ۳     | ۲    | ۶     | ۸       | ۲−      | ۶      |
| پرسپولیس | ۶    | ۱   | ۲     | ۳    | ۶     | ۱۱      | ۵−      | ۵      |

| الاتحاد | بنیادکار | الوحده | پرسپولیس |
| ------- | -------- | ------ | -------- |
| —       | ۱–۱      | ۰–۰    | ۳–۱      |
| ۰–۱     | —        | ۳–۲    | ۰–۰      |
| ۰–۳     | ۱–۱      | —      | ۲–۰      |
| ۳–۲     | ۱–۳      | ۱–۱    | —        |

#### بازی‌های دور گروهی
| ۱۱ اسفند ۱۳۸۹ ۱ | الاتحاد                           | ۳–۱   | پرسپولیس                         | جده، عربستان                                                                 |
| ۲۰:۳۵           | زیایه ۱۳'، ۷۵' · نور ۴۸' (پنالتی) | گزارش | زارع ۱۹' · رضایی '۳۱ · احمدی '۴۷ | ورزشگاه: ورزشگاه امیر عبدالله فیصل تماشاگران: ۱۰٬۷۸۷ داور: سابخیدین محد صالح |

| ۲۵ اسفند ۱۳۸۹ ۲ | پرسپولیس                                          | ۱–۱   | الوحده                 | تهران، ایران                                                   |
| ۱۷:۳۰           | رضایی '۲۷ · زارع '۳۵ · نورمحمدی '۵۶ · بادامکی ۶۶' | گزارش | امین ۵۴' · الکمالی '۷۲ | ورزشگاه: ورزشگاه آزادی تماشاگران: ۱۵٬۰۰۰ داور: یوییچی نیشیمورا |

| ۱۶ فروردین ۱۳۹۰ ۳ | بنیادکار                | ۰–۰   | پرسپولیس                | تاشکند، ازبکستان                                          |
| ۱۸:۰۰             | جوردجوویچ '۵ کریموف '۸۱ | گزارش | محمد '۵۶ علی‌عسگری '۲+۹۰ | ورزشگاه: ورزشگاه جار تماشاگران: ۷٬۰۰۰ داور: عبدالله ناواف |

| ۳۱ فروردین ۱۳۹۰ ۴ | پرسپولیس                        | ۱–۳   | بنیادکار                                                                           | تهران، ایران                                                  |
| ۱۷:۳۰             | محمد '۷۰ · زارعی '۸۱ · آرفی ۸۷' | گزارش | جوراییف '۴ · کریموف '۳۹ ۷۱' (پنالتی) · رجبوف ۶۰' · تریفونوویچ '۶۸ · کارپینتو ۵+۹۰' | ورزشگاه: ورزشگاه آزادی تماشاگران: ۳۱٬۷۶۵ داور: عبدالله بالیده |

| ۱۳ اردیبهشت ۱۳۹۰ ۵ | پرسپولیس                                    | ۳–۲              | الاتحاد                                         | تهران، ایران                                              |
| ۱۷:۳۰              | علی‌عسگری ۱۴'، ۶۹' · آرفی ۱۶' '۸۷ · زارع '۳۹ | گزارش خلاصه بازی | الراشد ۱۹' · المولد '۲۳ · کریری '۸۷ · برت '۴+۹۰ | ورزشگاه: ورزشگاه آزادی تماشاگران: ۲۵٬۴۸۶ داور: محسن باسما |

| ۲۰ اردیبهشت ۱۳۹۰ ۶ | الوحده                                         | ۲–۰   | پرسپولیس                          | دبی، امارات                                                      |
| ۲۰:۳۰              | صالح ۱۷' · خمیس '۲۲ · الشحی ۷۰' · القحطانی '۹۰ | گزارش | نوروزی '۵۷ احمدی '۶۶ علی‌عسگری '۷۷ | ورزشگاه: ورزشگاه آل نهیان تماشاگران: ۱٬۹۰۰ داور: عبدالله الهلالی |

### ۱۰
پرسپولیس به عنوان برنده جام حذفی فوتبال ایران ۹۰–۱۳۸۹ در این دوره از مسابقات حضور یافت. در سال ۲۰۱۲ به مرحله یک‌هشتم نهایی رسید اما در مرحله حذفی مقابل تیم الاتحاد عربستان متوقف و حذف شد.

### گروهی
در این دوره از بازی‌ها پرسپولیس با الهلال، الغرافه و الشباب امارات در گروه D هم گروه شد و به عنوان تیم دوم گروه به مرحله حذفی راه یافت.

### گروه D
| تیم      | بازی | برد | تساوی | باخت | گل‌زده | گل‌خورده | تفاضل‌گل | امتیاز |
| -------- | ---- | --- | ----- | ---- | ----- | ------- | ------- | ------ |
| الهلال   | ۶    | ۳   | ۳     | ۰    | ۱۰    | ۷       | ۳+      | ۱۲     |
| پرسپولیس | ۶    | ۳   | ۲     | ۱    | ۱۴    | ۵       | ۹+      | ۱۱     |
| الغرافه  | ۶    | ۱   | ۳     | ۲    | ۷     | ۱۰      | ۳-      | ۶      |
| الشباب   | ۶    | ۰   | ۲     | ۴    | ۵     | ۱۴      | ۹-      | ۲      |

| الهلال | پرسپولیس | الغرافه | الشباب |
| ------ | -------- | ------- | ------ |
| —      | ۱–۱      | ۲–۱     | ۲–۱    |
| ۰–۱    | —        | ۱–۱     | ۶–۱    |
| ۳–۳    | ۰–۳      | —       | ۲–۱    |
| ۱–۱    | ۱–۳      | ۰–۰     | —      |

#### بازی‌های دور گروهی
| ۱۷ اسفند ۱۳۹۰ ۱ | الهلال      | ۱–۱              | پرسپولیس           | ریاض، عربستان                                              |
| ۲۰:۳۰           | الشلهوب ۵۴' | گزارش خلاصه بازی | کریمی ۴۳' (پنالتی) | ورزشگاه: امیر فیصل بن فهد تماشاگران: ۹٬۵۷۴ داور: لی مین هو |

| ۲ فروردین ۱۳۹۱ ۲ | پرسپولیس                                                        | ۶–۱              | الشباب             | تهران، ایران                                               |
| ۱۷:۰۰            | زاید ۸'، ۴۸'، ۵۴' · رضایی ۶۰' · کریمی ۶۲' (پنالتی) · فشنگچی ۸۷' | گزارش خلاصه بازی | سیلوا ۵۳' (پنالتی) | ورزشگاه: ورزشگاه آزادی تماشاگران: ۸۲٬۷۰۰ داور: ماساکی توما |

| ۱۶ فروردین ۱۳۹۱ ۳ | الغرافه | ۰–۳              | پرسپولیس                         | دوحه، قطر                                                       |
| ۱۸:۳۵             |         | گزارش خلاصه بازی | رضایی ۳' · زاید ۶' · کاظمیان ۵۳' | ورزشگاه: ورزشگاه الغرافه تماشاگران: ۲٬۸۰۰ داور: عبدالله الهلالی |

| ۲۹ فروردین ۱۳۹۱ ۴ | پرسپولیس  | ۱–۱              | الغرافه                   | تهران، ایران                                                 |
| ۱۷:۰۰             | کریمی ۸۵' | گزارش خلاصه بازی | مبارک ۱+۹۰' · مجیدی ، '۸۸ | ورزشگاه: ورزشگاه آزادی تماشاگران: ۹۶٬۲۰۰ داور: روشن ایرماتوف |

| ۱۲ اردیبهشت ۱۳۹۱ ۵ | پرسپولیس | ۰–۱              | الهلال     | تهران، ایران                                               |
| ۱۷:۰۰              |          | گزارش خلاصه بازی | العربی ۵۸' | ورزشگاه: ورزشگاه آزادی تماشاگران: ۷۳٬۱۵۴ داور: کیم دونگ‌جین |

| ۲۶ اردیبهشت ۱۳۹۱ ۶ | الشباب       | ۱–۳              | پرسپولیس                            | دبی، امارات                                            |
| ۲۰:۰۰              | عیسی محمد ۸' | گزارش خلاصه بازی | زاید ۴۳' · پولادی ۵۳' · بادامکی ۹۰' | ورزشگاه: ورزشگاه المکتوم تماشاگران: ۵٬۸۲۲ داور: تان‌های |

### ۱۳
پرسپولیس به عنوان نایب قهرمان لیگ برتر فوتبال ایران ۹۳–۱۳۹۲ در این دوره از مسابقات حضور یافت. در سال ۲۰۱۵ مجدداً به مرحله یک‌هشتم نهایی رسید اما در این مرحله مقابل تیم الهلال عربستان متوقف و حذف شد.

### گروهی
در این دوره از بازی‌ها پرسپولیس با لخویا، النصر عربستان و بنیادکار در گروه A هم گروه شد و به عنوان تیم دوم گروه به مرحله حذفی راه یافت.

### گروه A
| تیم      | بازی | برد | مساوی | باخت | گل‌زده | گل‌خورده | تفاضل‌گل | امتیاز |
| -------- | ---- | --- | ----- | ---- | ----- | ------- | ------- | ------ |
| لخویا    | ۶    | ۴   | ۱     | ۱    | ۹     | ۵       | ۴+      | ۱۳     |
| پرسپولیس | ۶    | ۴   | ۰     | ۲    | ۷     | ۷       | ۰       | ۱۲     |
| النصر    | ۶    | ۲   | ۲     | ۲    | ۷     | ۶       | ۱+      | ۸      |
| بنیادکار | ۶    | ۰   | ۱     | ۵    | ۲     | ۷       | ۵-      | ۱      |

| لخویا | پرسپولیس | النصر | بنیادکار |
| ----- | -------- | ----- | -------- |
| —     | ۳–۰      | ۱–۱   | ۱–۰      |
| ۳–۰   | —        | ۱–۰   | ۲–۱      |
| ۰–۱   | ۰–۱      | —     | ۱–۱      |
| ۱–۳   | ۳–۰      | ۰–۱   | —        |

#### بازی‌های دور گروهی
| ۵ اسفند ۱۳۹۳ ۱ | پرسپولیس                                  | ۳–۰              | لخویا                         | تهران، ایران                                                                                           |
| ۱۸:۳۰          | بنگر ۶۰' · نوروزی ۶۶' · نوری ۸۳' (پنالتی) | گزارش خلاصه بازی | کانگامبو '۷۵ لوئیز جونیور '۸۴ | ورزشگاه: ورزشگاه آزادی تماشاگران: ۱۵٬۳۵۰ داور: کریشانتها دیلان پررا مرد مسابقه: هادی نوروزی (پرسپولیس) |

| ۱۲ اسفند ۱۳۹۳ ۲ | بنیادکار   | ۰–۱              | پرسپولیس                           | تاشکند، ازبکستان                                                                                 |
| ۱۸:۰۰           | کامل‌اف '۳۱ | گزارش خلاصه بازی | نوری ۲۰' (پنالتی) '۲+۴۵ · بنگر '۵۸ | ورزشگاه: ورزشگاه بنیادکار تماشاگران: ۲۱٬۲۸۵ داور: کیم دونگ-جین مرد مسابقه: سوشا مکانی (پرسپولیس) |

| ۲۶ اسفند ۱۳۹۳ ۳ | النصر                                                            | ۳–۰              | پرسپولیس                                 | ریاض، عربستان                                                                                   |
| ۲۰:۳۰           | میژیفسکی ۳۲' · السهلاوی '۷۶ · استویانوف ۸۶' '۴+۹۰ · الراهب ۵+۹۰' | گزارش خلاصه بازی | نورمحمدی '۳۸ بنگر '۶۹ طارمی '۷۹ نوری '۸۸ | ورزشگاه: ورزشگاه ملک فهد تماشاگران: ۲۰٬۳۱۵ داور: ریوجی ساتو مرد مسابقه: آدریان میژیفسکی (النصر) |

| ۱۹ فروردین ۱۳۹۴ ۴ | پرسپولیس                                                                     | ۱–۰              | النصر                          | تهران، ایران                                                                              |
| ۱۸:۳۰             | خانزاده '۴۵+۳ · طارمی ۶۲' (پنالتی) · صادقیان '۶۹ · عالیشاه '۶۹ · مکانی '۵+۹۰ | گزارش خلاصه بازی | آدمن '۵ حسین '۶۰ الجبرین '۶+۹۰ | ورزشگاه: ورزشگاه آزادی تماشاگران: ۱۰۰٬۰۰۰ داور: ما نینگ مرد مسابقه: مهدی طارمی (پرسپولیس) |

| ۲ اردیبهشت ۱۳۹۴ ۵ | لخویا                                                | ۳–۰              | پرسپولیس               | دوحه، قطر                                                                                           |
| ۱۸:۳۰             | کانگامبو '۴۱ · مساکنی ۶۹' · تائه-هی ۸۳' · عفیف ۳+۹۰' | گزارش خلاصه بازی | کفشگری '۳۱ اومانیا '۴۵ | ورزشگاه: ورزشگاه عبدالله بن خلیفه تماشاگران: ۴٬۸۷۷ داور: بن ویلیامز مرد مسابقه: نام تائه-هی (لخویا) |

| ۱۶ اردیبهشت ۱۳۹۴ ۶ | پرسپولیس                         | ۲–۱              | بنیادکار                                              | تهران، ایران                                                                                    |
| ۱۸:۳۰              | نوری ۴۹' (پنالتی) · جورابایف '۷۳ | گزارش خلاصه بازی | پیلیوسیان '۳۴ · رشیدوف ۶۶' · ایوبوف '۵۸ · الزواغی '۹۰ | ورزشگاه: ورزشگاه آزادی تماشاگران: ۱۰۰٬۰۰۰ داور: یودای یاماماتو مرد مسابقه: محمد نوری (پرسپولیس) |

#### بازی‌های دور حذفی
| ۲۹ اردیبهشت ۱۳۹۴ ۱/۸ | پرسپولیس                         | ۱–۰              | الهلال                   | تهران، ایران                                                                                          |
| ۱۹:۳۰                | عالیشاه '۶۵ مکانی '۸۱ دیگائو '۹۲ | گزارش خلاصه بازی | الفرج '۳۳ '۸۸ · عابد '۷۰ | ورزشگاه: ورزشگاه آزادی تماشاگران: ۱۰۰٬۰۰۰ داور: ناگور امیر نور محمد مرد مسابقه: مهدی طارمی (پرسپولیس) |

### ۱۵
پرسپولیس به عنوان نایب قهرمان لیگ برتر فوتبال ایران ۹۵–۱۳۹۴ در این دوره از مسابقات حضور یافت. در لیگ قهرمانان آسیا ۲۰۱۷ پرسپولیس پس از صعود از گروهی دشوار به عنوان تیم دوم، در مرحله یک‌هشتم نهایی لخویا قطر که بعدها به تیم الدحیل تغییر نام داد را در مجموع ۰–۱ برد و صعود کرد. سپس تیم الاهلی عربستان را در مجموع ۵–۳ برد و برای پنجمین بار به نیمه نهایی رسید ولی با قبول شکست مقابل الهلال عربستان از صعود به فینال بازماند و به کار خود در این دوره پایان داد.

### گروهی
در این دوره از بازی‌ها پرسپولیس با الهلال، الریان و الوحده در گروه D هم گروه شد و به عنوان تیم دوم گروه به مرحله حذفی راه یافت.

### گروه D
| تیم      | بازی | برد | مساوی | باخت | گل‌زده | گل‌خورده | تفاضل‌گل | امتیاز |
| -------- | ---- | --- | ----- | ---- | ----- | ------- | ------- | ------ |
| الهلال   | ۶    | ۳   | ۳     | ۰    | ۱۰    | ۷       | ۳+      | ۱۲     |
| پرسپولیس | ۶    | ۲   | ۳     | ۱    | ۹     | ۸       | ۱+      | ۹      |
| الریان   | ۶    | ۲   | ۱     | ۳    | ۱۰    | ۱۳      | ۳–      | ۷      |
| الوحده   | ۶    | ۱   | ۱     | ۴    | ۱۲    | ۱۳      | ۱-      | ۴      |

| الهلال | پرسپولیس | الریان | الوحده |
| ------ | -------- | ------ | ------ |
| —      | ۰–۰      | ۲–۱    | ۱–۰    |
| ۱–۱    | —        | ۰–۰    | ۴–۲    |
| ۳–۴    | ۳–۱      | —      | ۱–۲    |
| ۲–۲    | ۲–۳      | ۱–۵    | —      |

#### بازی‌های دور گروهی
| ۳ اسفند ۱۳۹۵ ۱ | پرسپولیس                     | ۱–۱              | الهلال      | مسقط، عمان |
| ۱۸:۳۰ | کامیابی نیا '۲۴ · مسلمان ۶۸' | گزارش خلاصه بازی | ادواردو ۸۲' | ورزشگاه: مجموعه ورزشی سلطان قابوس تماشاگران: ۱۳٬۷۱۵ داور: هتیکمکانامگه پریرا مرد مسابقه: محسن مسلمان (پرسپولیس) |
| یادداشت: در آن دوران مسابقات بین نمایندگان ایران و نمایندگان عربستان سعودی به دلیل روابط ایران و عربستان سعودی در کشور سوم برگزار می‌شد. |                              |                  |             | |

| ۱۰ اسفند ۱۳۹۵ ۲ | الوحده                                                      | ۲–۳              | پرسپولیس                                                          | ابوظبی، امارات                                                                                      |
| ۱۸:۴۰           | الغرفی '۳۸ · اسماعیل مطر ۵۸' · والدیویا ۶۸' · عبدالبسیط '۸۹ | گزارش خلاصه بازی | امیری ۴' · مسلمان '۴۸ · رفیعی '۴۸ · طارمی ۸۰'، ۹۰' · بیرانوند '۸۷ | ورزشگاه: ورزشگاه آل نهیان تماشاگران: ۷٬۶۵۵ داور: محمد تقی الجعفری مرد مسابقه: مهدی طارمی (پرسپولیس) |

| ۲۴ اسفند ۱۳۹۵ ۳ | الریان                                                              | ۳–۱              | پرسپولیس                         | دوحه، قطر                                                                                       |
| ۱۸:۵۵           | تاباتا ۱۹'، ۵۸' (پنالتی) · سالم '۶۶ · کو میونگ جین '۸۶ · گارسیا ۸۸' | گزارش خلاصه بازی | طارمی ۶' · امیری '۴۸ · حسینی '۴۸ | ورزشگاه: ورزشگاه جاسم بن حمد تماشاگران: ۴٬۱۷۰ داور: فو مینگ مرد مسابقه: رودریگو تاباتا (الریان) |

| ۲۱ فروردین ۱۳۹۶ ۴ | پرسپولیس                          | ۰–۰              | الریان               | تهران، ایران                                              |
| ۱۹:۰۰             | علیپور '۴ · طارمی '۴۴ · رفیعی '۷۷ | گزارش خلاصه بازی | باری '۴۳ سوریا '۵+۹۰ | ورزشگاه: ورزشگاه آزادی تماشاگران: ۵۷٬۱۳۰ داور: ریوجی ساتو |

| ۴ اردیبهشت ۱۳۹۶ ۵ | الهلال                             | ۰–۰              | پرسپولیس | مسقط، عمان                                                                                            |
| ۱۹:۳۰ | جهفالی '۵ البورایک '۲۷ الخبیری '۵۱ | گزارش خلاصه بازی |          | ورزشگاه: مجموعه ورزشی سلطان قابوس تماشاگران: ۱۰٬۱۷۷ داور: مهند قاسم مرد مسابقه: مهدی طارمی (پرسپولیس) |
| یادداشت: در آن دوران مسابقات بین نمایندگان ایران و نمایندگان عربستان سعودی به دلیل روابط ایران و عربستان سعودی در کشور سوم برگزار می‌شد. |                                    |                  |          | |

| ۱۸ اردیبهشت ۱۳۹۶ ۶ | پرسپولیس                        | ۴–۲              | الوحده                                              | تهران، ایران                                                                             |
| ۱۹:۵۵              | رفیعی ۱۷' · طارمی ۲۰'، ۵۴'، ۷۰' | گزارش خلاصه بازی | والدیویا '۱۹ · الاکبری ۳۴' · تلگیبو ۵۱' · ژوژاک '۸۰ | ورزشگاه: ورزشگاه آزادی تماشاگران: ۴۳٬۱۶۰ داور: فو مینگ مرد مسابقه: مهدی طارمی (پرسپولیس) |

#### بازی‌های دور حذفی
| ۳۱ مرداد ۱۳۹۶ ۱/۴ | پرسپولیس                    | ۲–۲              | الاهلی                                         | مسقط، عمان                                                                                            |
| ساعت رسمی ایران (یوتی‌سی ۴:۳۰+) ۲۰:۳۰ | خلیل‌زاده ۷۲' '۸۶ · منشا ۸۴' | گزارش خلاصه بازی | عمر السومه ۲' · صالح العمری '۴۱ · لئوناردو ۵۸' | ورزشگاه: مجموعه ورزشی سلطان قابوس تماشاگران: ۶٬۵۰۰ داور: ادهم مخادمه مرد مسابقه: صالح العمری (الاهلی) |
| یادداشت: در آن دوران مسابقات بین نمایندگان ایران و نمایندگان عربستان سعودی به دلیل روابط ایران و عربستان سعودی در کشور سوم برگزار می‌شد. |                             |                  |                                                | |

| ۲۱ شهریور ۱۳۹۶ ۱/۴ | الاهلی                                | ۱–۳ (۳ – ۵ گ.ح.) | پرسپولیس | ابوظبی، امارات                                                                                     |
| ساعت رسمی ایران (یوتی‌سی ۴:۳۰+) ۱۹:۴۵ | باخشوین '۳۶ · العمری ۵۲' · هوساوی '۸۱ | گزارش خلاصه بازی | علیپور '۵ · کامیابی‌نیا · '۱۲ · احمدزاده '۳۷ · ماهینی '۵۷ · انصاری '۷۷ · منشا ۸۲' (پنالتی) · طارمی ۴+۹۰' (پنالتی) | ورزشگاه: ورزشگاه محمد بن زاید تماشاگران: ۵٬۸۲۰ داور: ما نینگ مرد مسابقه: محسن ربیع خواه (پرسپولیس) |
| یادداشت: در آن دوران مسابقات بین نمایندگان ایران و نمایندگان عربستان سعودی به دلیل روابط ایران و عربستان سعودی در کشور سوم برگزار می‌شد. |                                       |                  | | |

| ۴ مهر ۱۳۹۶ نیمه نهایی | الهلال                                                        | ۴–۰              | پرسپولیس   | ابوظبی، امارات                                                                                      |
| ساعت رسمی ایران (یوتی‌سی ۴:۳۰+) ۱۹:۳۰ | خربین ۳۱'، ۵۴'، ۸۱' · الشهرانی ۴۰' · عطیف '۴۸ '۴۹ · الفرج '۸۴ | گزارش خلاصه بازی | ماهینی '۸۷ | ورزشگاه: ورزشگاه محمد بن زاید تماشاگران: ۱۱٬۳۲۱ داور: کیم جونگ-هیئوک مرد مسابقه: عمر خربین (الهلال) |
| یادداشت: در آن دوران مسابقات بین نمایندگان ایران و نمایندگان عربستان سعودی به دلیل روابط ایران و عربستان سعودی در کشور سوم برگزار می‌شد. |                                                               |                  |            | |

| ۲۵ مهر ۱۳۹۶ نیمه نهایی | پرسپولیس                   | ۲–۲ (۲ – ۶ گ.ح.) | الهلال                  | مسقط، عمان                                                                                             |
| ساعت رسمی ایران (یوتی‌سی ۴:۳۰+) ۲۰:۰۰ | منشا ۱۷'، ۶۲' · انصاری '۲۷ | گزارش خلاصه بازی | خربین ۳۰' (پنالتی)، ۷۶' | ورزشگاه: مجموعه ورزشی سلطان قابوس تماشاگران: ۳٬۲۵۰ داور: احمد الکاف مرد مسابقه: گادوین منشأ (پرسپولیس) |
| یادداشت: در آن دوران مسابقات بین نمایندگان ایران و نمایندگان عربستان سعودی به دلیل روابط ایران و عربستان سعودی در کشور سوم برگزار می‌شد. |                            |                  |                         | |

### ۱۶
پرسپولیس به عنوان قهرمان لیگ برتر فوتبال ایران ۹۶–۱۳۹۵ در این دوره از مسابقات حضور یافت. در فصل ۲۰۱۸ پرسپولیس با هدایت برانکو ایوانکوویچ پس از صعود از مرحله گروهی با ۱۳ امتیاز به عنوان صدرنشین در مراحل حذفی حریفانی همچون الجزیره امارات، الدحیل و السد قطر را از پیش رو برداشت و به عنوان اولین تیم ایرانی در تاریخ راهی فینال لیگ قهرمانان آسیا شد. حریف پرسپولیس در فینال تیم کاشیما آنتلرز ژاپن بود.
بازی رفت فینال در روز ۱۲ آبان ۱۳۹۷ در ورزشگاه کاشیما ساکر برگزار شد و تیم میزبان با دو گل پرسپولیس را شکست داد. بازی برگشت در روز ۱۹ آبان ۱۳۹۷ در ورزشگاه آزادی تهران و در حضور صد هزار تماشاگر برگزار شد و با تساوی بدون گل به اتمام رسید و کاشیما در مجموع با برتری ۰–۲ قهرمان شد و پرسپولیس نیز به عنوان نایب قهرمانی لیگ قهرمانان آسیا دست یافت، فینال برگشت پرتماشاگرترین فینال تاریخ لیگ قهرمانان آسیا لقب گرفت، در این دوره همچنین تیم پرسپولیس به جایزه بازی جوانمردانه دست یافت. پرسپولیس در این دوره با پنجره بسته و تنها ۴ نیمکت نشین به فینال رفت.

### گروهی
در این دوره از بازی‌ها پرسپولیس با السد، نسف قرشی و الوصل در گروه C هم گروه شد و به عنوان تیم نخست گروه به مرحله حذفی راه یافت.

### گروه C
| تیم      | بازی | برد | مساوی | باخت | گل‌زده | گل‌خورده | تفاضل‌گل | امتیاز |
| -------- | ---- | --- | ----- | ---- | ----- | ------- | ------- | ------ |
| پرسپولیس | ۶    | ۴   | ۱     | ۱    | ۸     | ۳       | ۵+      | ۱۳     |
| السد     | ۶    | ۴   | ۰     | ۲    | ۱۱    | ۵       | ۶+      | ۱۲     |
| نسف قرشی | ۶    | ۳   | ۱     | ۲    | ۴     | ۸       | ۴–      | ۱۰     |
| الوصل    | ۶    | ۰   | ۰     | ۶    | ۳     | ۱۰      | ۷–      | ۰      |

| پرسپولیس | السد | نسف قرشی | الوصل |
| -------- | ---- | -------- | ----- |
| —        | ۱–۰  | ۳–۰      | ۲–۰   |
| ۳–۱      | —    | ۴–۰      | ۲–۱   |
| ۰–۱      | ۱–۲  | —        | ۱–۰   |
| ۰–۰      | ۱–۰  | ۱–۲      | —     |

#### بازی‌های دور گروهی
| ۲۴ بهمن ۱۳۹۶ ۱ | پرسپولیس                   | ۳–۰              | نسف قرشی                | تهران، ایران                                                                                 |
| ۱۷:۱۵          | منشا ۲۰' · علیپور ۶۶'، ۷۱' | گزارش خلاصه بازی | موخیدینوف '۳۸ لوکیچ '۶۳ | ورزشگاه: ورزشگاه آزادی تماشاگران: ۲۵٬۸۳۰ داور: کیم دونگ‌جین مرد مسابقه: علی علیپور (پرسپولیس) |

| ۱ اسفند ۱۳۹۶ ۲ | السد                           | ۳–۱              | پرسپولیس                                              | دوحه، قطر                                                                                            |
| ۱۹:۰۰          | بونجاح ۳۶'، ۵۱' · خوخی ۶۶' '۸۰ | گزارش خلاصه بازی | خلیل‌زاده '۳۵ · احمدزاده '۶۰ · حسینی '۷۵ · نعمتی ۴+۹۰' | ورزشگاه: ورزشگاه جاسم بن حمد تماشاگران: ۵٬۸۴۲ داور: محمد تقی الجعفری مرد مسابقه: بغداد بونجاح (السد) |

| ۱۴ اسفند ۱۳۹۶ ۳ | پرسپولیس                                          | ۲–۰              | الوصل | تهران، ایران                                                                                  |
| ۱۷:۱۵           | احمدزاده ۳۶' · علیپور ۴۱' (پنالتی) · بیرانوند '۸۷ | گزارش خلاصه بازی |       | ورزشگاه: ورزشگاه آزادی تماشاگران: ۳۳٬۱۷۰ داور: علی صباح مرد مسابقه: فرشاد احمدزاده (پرسپولیس) |

| ۲۲ اسفند ۱۳۹۶ ۴ | الوصل                              | ۰–۱              | پرسپولیس                        | دبی، امارات                                                                                 |
| ۱۸:۴۵           | النقبی '۱۷ الزعابی '۲۱ الجنیبی '۳۱ | گزارش خلاصه بازی | کامیابی‌نیا ۳۷' · خلیل‌زاده '۲+۴۵ | ورزشگاه: ورزشگاه زعبیل تماشاگران: ۵٬۸۴۱ داور: ما نینگ مرد مسابقه: فرشاد احمدزاده (پرسپولیس) |

| ۱۳ فروردین ۱۳۹۷ ۵ | نسف قرشی   | ۰–۰              | پرسپولیس                    | نخشب، ازبکستان                                                                                             |
| ۱۹:۰۰             | گانیوف '۷۶ | گزارش خلاصه بازی | ربیع‌خواه '۸۳ نوراللهی '۴+۹۰ | ورزشگاه: ورزشگاه مرکزی قرشی تماشاگران: ۱۸٬۳۴۹ داور: علی عبدالنبی مرد مسابقه: اودیلجون هامرابکوف (نسف قرشی) |

| ۲۷ فروردین ۱۳۹۷ ۶ | پرسپولیس                                           | ۱–۰              | السد              | تهران، ایران                                                                                          |
| ۱۹:۳۰             | پورعلی‌گنجی '۳ نعمتی '۳۸ حسینی '۱+۴۵ خلیل‌زاده '۵+۹۰ | گزارش خلاصه بازی | میگل '۴۳ ژاوی '۷۳ | ورزشگاه: ورزشگاه آزادی تماشاگران: ۳۲٬۱۷۰ داور: کریشانتها دیلان پررا مرد مسابقه: صادق محرمی (پرسپولیس) |

#### بازی‌های دور حذفی
| ۱۷ اردیبهشت ۱۳۹۷ ۱/۸ | الجزیره                                                             | ۳–۲              | پرسپولیس                                         | ابوظبی، امارات                                                                                       |
| ۲۰:۰۰                | رشید '۱۷ · مبخوت ۵۲' · رومارینیو '۶۹ ۷۷' · بوصوفه '۸۸ · مبارک ۶+۹۰' | گزارش خلاصه بازی | کامیابی نیا '۱۱ · علیپور ۴۲' · منشا ۸۴' (پنالتی) | ورزشگاه: ورزشگاه محمد بن زاید تماشاگران: ۵٬۸۲۱ داور: هیرویوکی کیمورا مرد مسابقه: علی مبخوت (الجزیره) |

| ۲۴ اردیبهشت ۱۳۹۷ ۱/۸                                                            | پرسپولیس                                                         | ۲–۱ (۴–۴ گ.ح.)   | الجزیره       | تهران، ایران                                                                                 |
| ۱۹:۳۰                                                                           | ماهینی '۴۵ · نعمتی '۴۹ · احمدزاده '۶۰ · نوراللهی ۶۳' · حسینی ۸۹' | گزارش خلاصه بازی | رومارینیو ۷۰' | ورزشگاه: ورزشگاه آزادی تماشاگران: ۹۰٬۰۰۰ داور: ما نینگ مرد مسابقه: سید جلال حسینی (پرسپولیس) |
| یادداشت: پرسپولیس با قانون گل زده در خانه حریف به مرحله یک‌چهارم نهایی صعود کرد. |                                                                  |                  |               |                                                                                              |

| ۶ شهریور ۱۳۹۷ ۱/۴                    | الدحیل                                | ۱–۰              | پرسپولیس  | دوحه، قطر                                                                                           |
| ساعت رسمی ایران (یوتی‌سی ۳:۳۰+) ۱۸:۳۰ | المعز علی ۱۵' · مادیبو '۶۰ · مندس '۷۴ | گزارش خلاصه بازی | نعمتی '۷۷ | ورزشگاه: ورزشگاه عبدالله بن خلیفه تماشاگران: ۶٬۶۵۰ داور: مهند قاسم مرد مسابقه: نام تائه-هی (الدحیل) |

| ۲۶ شهریور ۱۳۹۷ ۱/۴                   | پرسپولیس                                                                                   | ۳–۱ (۳ – ۲ گ.ح.) | الدحیل                             | تهران، ایران                                                                                       |
| ساعت رسمی ایران (یوتی‌سی ۳:۳۰+) ۱۸:۳۰ | کامیابی‌نیا '۱۲ · انصاری '۲۷ · خلیل‌زاده '۴۸ · حسینی ۵۷' · البریک'۷۶ · منشا ۷۸' · علیپور '۸۶ | گزارش خلاصه بازی | بودیاف ۳۳' · هشام '۸۶ · موسی '۳+۹۰ | ورزشگاه: ورزشگاه آزادی تماشاگران: ۷۱٬۳۱۲ داور: روشن ایرماتوف مرد مسابقه: سید جلال حسینی (پرسپولیس) |

| ۱۰ مهر ۱۳۹۷ نیمه نهایی               | السد       | ۰–۱              | پرسپولیس                                                     | دوحه، قطر                                                                                              |
| ساعت رسمی ایران (یوتی‌سی ۳:۳۰+) ۱۸:۴۵ | ال شیب '۸۴ | گزارش خلاصه بازی | نعمتی '۱۳ · عالیشاه '۳۹ · بیرانوند '۷۶ · علیپور ۸۶' (پنالتی) | ورزشگاه: ورزشگاه جاسم بن حمد تماشاگران: ۹٬۰۸۷ داور: هتیکام‌کامانج پریرا مرد مسابقه: حامد اسماعیل (السد) |

| ۱ آبان ۱۳۹۷ نیمه نهایی               | پرسپولیس                   | ۱–۱ (۲ – ۱ گ.ح.) | السد       | تهران، ایران                                                                                          |
| ساعت رسمی ایران (یوتی‌سی ۳:۳۰+) ۱۸:۳۰ | نعمتی ۴۹' · کامیابی‌نیا '۷۳ | گزارش خلاصه بازی | بونجاح ۱۸' | ورزشگاه: ورزشگاه آزادی تماشاگران: ۸۱٬۳۵۰ داور: والنتین کوالنکو مرد مسابقه: علیرضا بیرانوند (پرسپولیس) |

| ۳ نوامبر ۲۰۱۸ (۱۲ آبان ۱۳۹۷) فینال   | کاشیما آنتلرز                     | ۲–۰              | پرسپولیس                       | کاشیما، ژاپن                                                                                       |
| ساعت رسمی ایران (یوتی‌سی ۳:۳۰+) ۰۹:۳۰ | آبه '۱۱ · سیلوا ۵۸' · سرجینیو ۷۰' | گزارش خلاصه بازی | نعمتی '۶۲ '۲+۹۰ · خلیل‌زاده '۷۲ | ورزشگاه: ورزشگاه کاشیما ساکر تماشاگران: ۳۵٬۰۲۲ داور: ما نینگ مرد مسابقه: لئو سیلوا (کاشیما آنتلرز) |

| ۱۰ نوامبر ۲۰۱۸ (۱۹ آبان ۱۳۹۷) فینال  | پرسپولیس | ۰–۰ (۰ – ۲ گ.ح.) | کاشیما آنتلرز      | تهران، ایران                                                                                       |
| ساعت رسمی ایران (یوتی‌سی ۳:۳۰+) ۱۸:۳۰ |          | گزارش خلاصه بازی | سیلوا '۴۳ نیشی '۷۰ | ورزشگاه: ورزشگاه آزادی تماشاگران: ۱۰۰٬۰۰۰ داور: احمد الکاف مرد مسابقه: یوما سوزوکی (کاشیما آنتلرز) |

رفت ۱۰ مهر ۱۳۹۷ (السد ۰–۱ پرسپولیس)
رقابت این ۲ تیم در لیگ قهرمانان آسیا ۲۰۱۸ بعد از مرحله گروهی به پایان نرسید و هر کدام با پشت سر گذاشتن ۲ حریف دیگر در مرحله نیمه نهایی بار دیگر مقابل هم قرار گرفتند. تک گل پرسپولیس را علی علیپور به ثمر رساند.
برگشت ۱ آبان ۱۳۹۷ (پرسپولیس ۱–۱ السد)
در بازی برگشت نیمه نهایی لیگ قهرمانان پرسپولیس از پنجره نقل و انتقالاتی محروم بود. نیمه اول با گل دقیقه ۱۸ بغداد بونجاح به پایان رسید. در نیمه دوم سیامک نعمتی دروازه السد را باز کرد تا بازی در مجموع ۲ بر یک به نفع پرسپولیس شود. پرسپولیس با برتری برابر السد در این بازی، در مجموع دو بازی رفت و برگشت، برای نخستین بار در تاریخ خود جواز حضور در فینال لیگ قهرمانان آسیا را دریافت کرد.
پرسپولیس بعد از برد برابر الدحیل در مرحله یک چهارم نهایی لیگ قهرمانان آسیا و حذف تیمی که فصل گذشته در تمام مسابقات لیگ و حذفی قطر به مقام قهرمانی رسیده بود، توانست تیم السد را با تک گل علی علیپور از روی نقطه پنالتی شکست دهد تا شانس زیادی برای فینالیست شدن در این رقابت‌ها پیدا کند. پرسپولیس با نتیجه‌ای که برابر السد به دست آورد و موجب حذف این تیم شد، پس از ۸ سال دوباره یک تیم ایرانی را به فینال لیگ قهرمانان آسیا رساند. در این بازی کمال کامیابی‌نیا دقیقه ۷۳ کارت زرد دریافت کرد و علیرضا بیرانوند به عنوان بهترین بازیکن زمین معرفی شد. قبل از شروع فصل ۲۰۱۸ لیگ قهرمانان آسیا پرسپولیس از جذب بازیکن در دو پنجره نقل و انتقالاتی محروم شده بود.
والنتین کوالنکو، داور ازبکستانی این دیدار را قضاوت کرد. کوالنکو سال ۹۱ بازی پرسپولیس - الاتحاد را در جده قضاوت کرد که با پیروزی ۳ بر صفر تیم عربستانی همراه بود و منجر به حذف تیم پرسپولیس شد. داور ازبک در سال ۹۴ هم دیدار برگشت پرسپولیس - الهلال در مرحله یک‌هشتم نهایی لیگ قهرمانان را سوت زد که باز هم پرسپولیس با ۳ گل شکست خورد.
ایستگاه ورزشگاه آزادی در خط ۵ مترو سه شنبه اول آبان ۹۷ در مسابقه فوتبال بین تیم‌های پرسپولیس و السد قطر در مجموع رفت و برگشت پذیرای ۶۵ هزار تماشاگر فوتبال بود. تمام بلیت‌های این دیدار به صورت اینترنتی و تنها پس از گذشت کمتر از ۷ ساعت از شروع بلیت فروشی، تمام بلیت‌ها فروخته شد.
کمتر از ۱۰ دقیقه بعد سایت دیگر بالا نیامد و اعلام شد که جایگاه و روبه روی جایگاه پر شده، هواداران زیادی بدون بلیت باقی ماندند. هواداران زیادی بودند که بلیت خریده بودند و پول هم از حساب شان کم شده بود و قیمت بلیت در بازار سیاه قیمت‌های در حد ۱ میلیون و ۲ میلیون بوده است.
۲۰۰ نفر میهمان خارجی و ۳۰۰ خبرنگار از طرف کشورهای مختلف برای این بازی به تهران آمدند. بازی برگشت دو تیم از شبکه‌های چون bein sports HD2، 3 HD و Varzish Sport HD به‌طور زنده پخش شد.

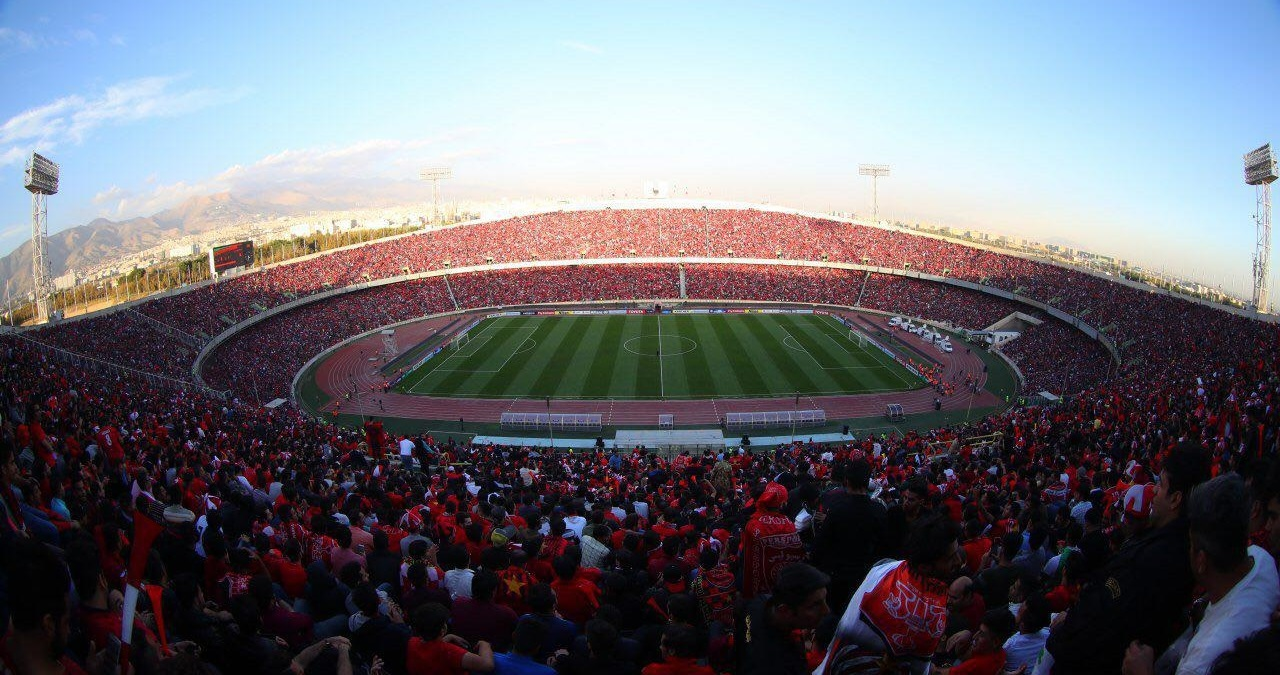
نمایی از ورزشگاه آزادی در دیدار برگشت تیم‌های فوتبال پرسپولیس و السد در لیگ قهرمانان آسیا ۲۰۱۸
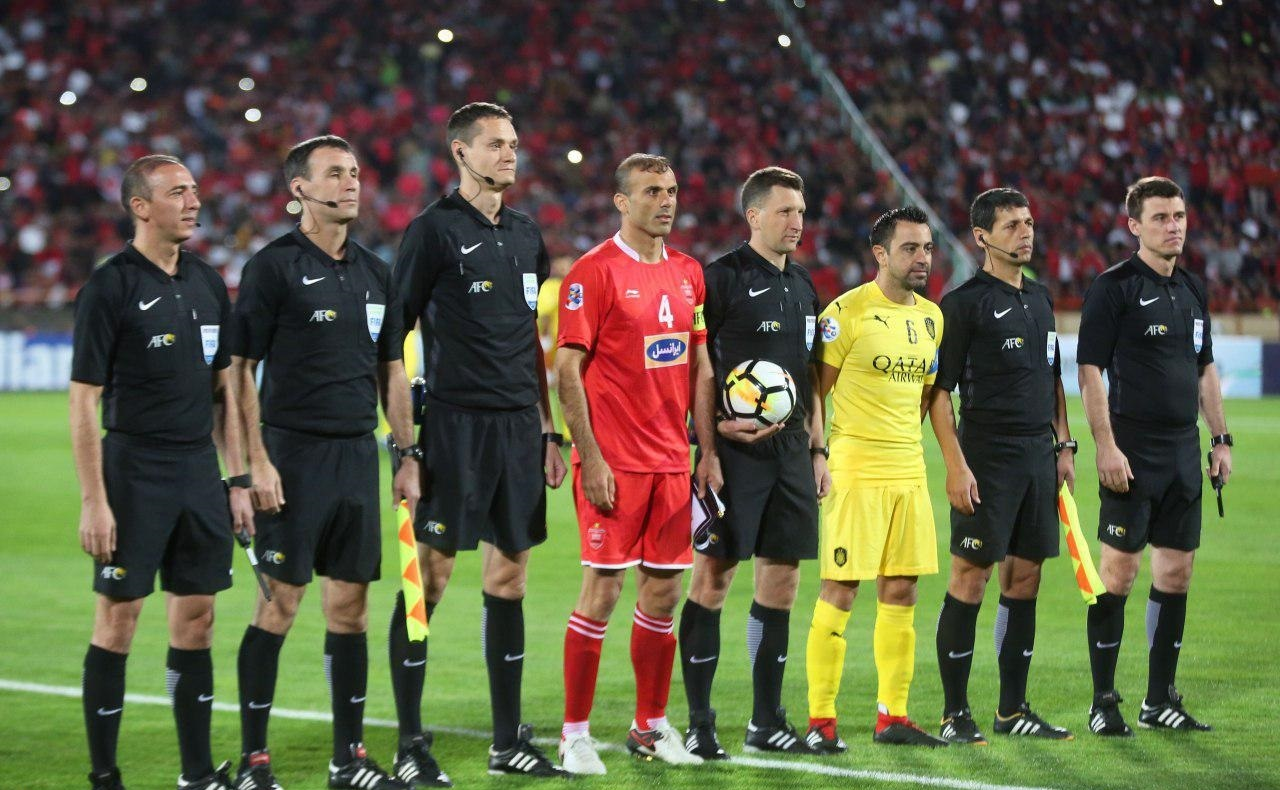
دیدار برگشت تیم‌های پرسپولیس و السد در لیگ قهرمانان آسیا ۲۰۱۸
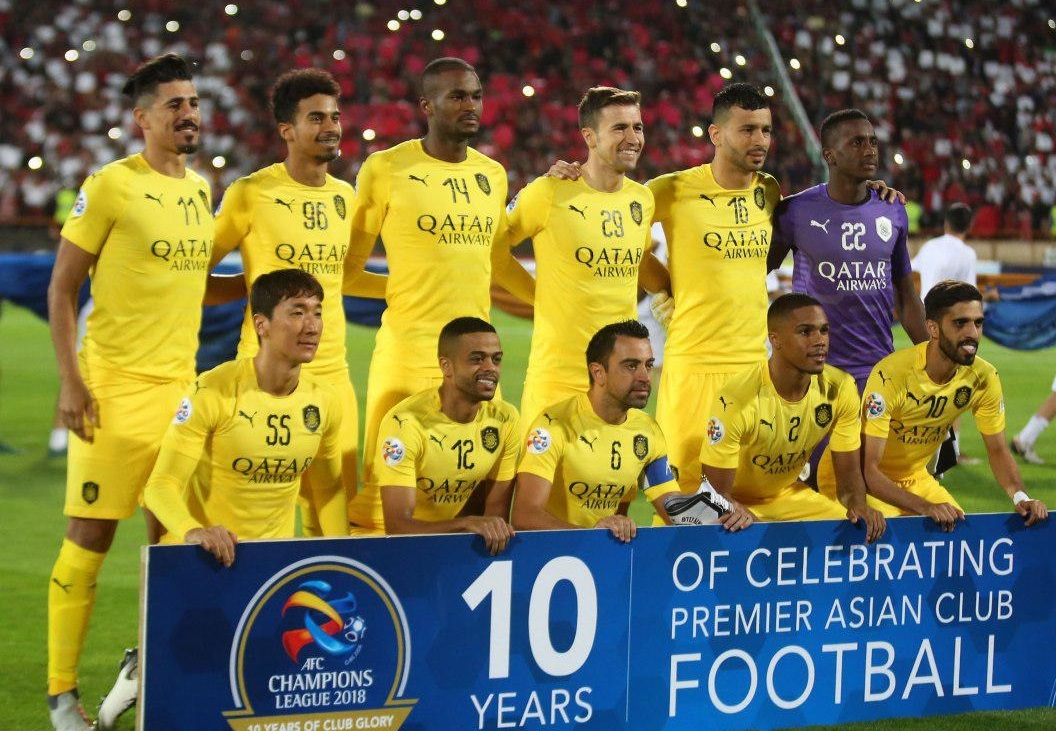
تیم السد در دیدار با پرسپولیس در لیگ قهرمانان آسیا ۲۰۱۸ در ورزشگاه آزادی
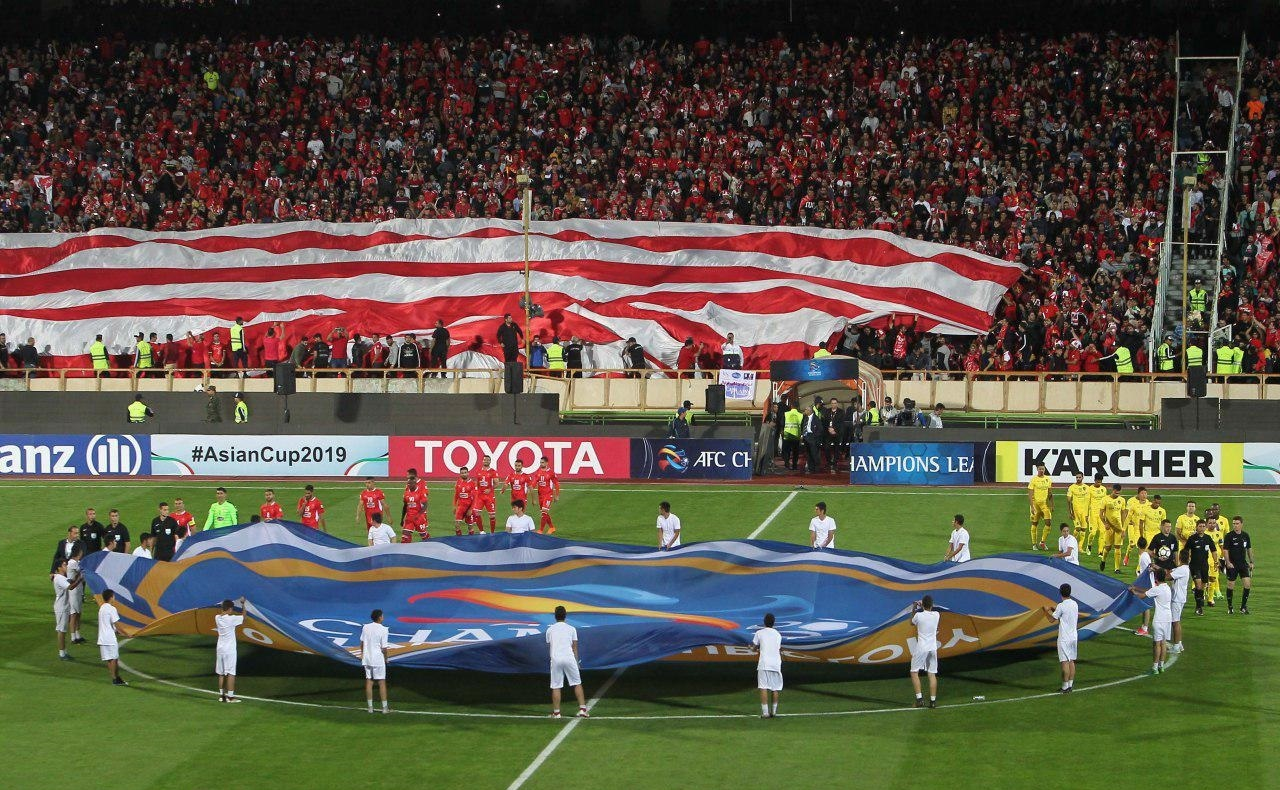
دیدار برگشت تیم‌های پرسپولیس و السد در لیگ قهرمانان آسیا ۲۰۱۸

### فینال
دور رفت
چکیده

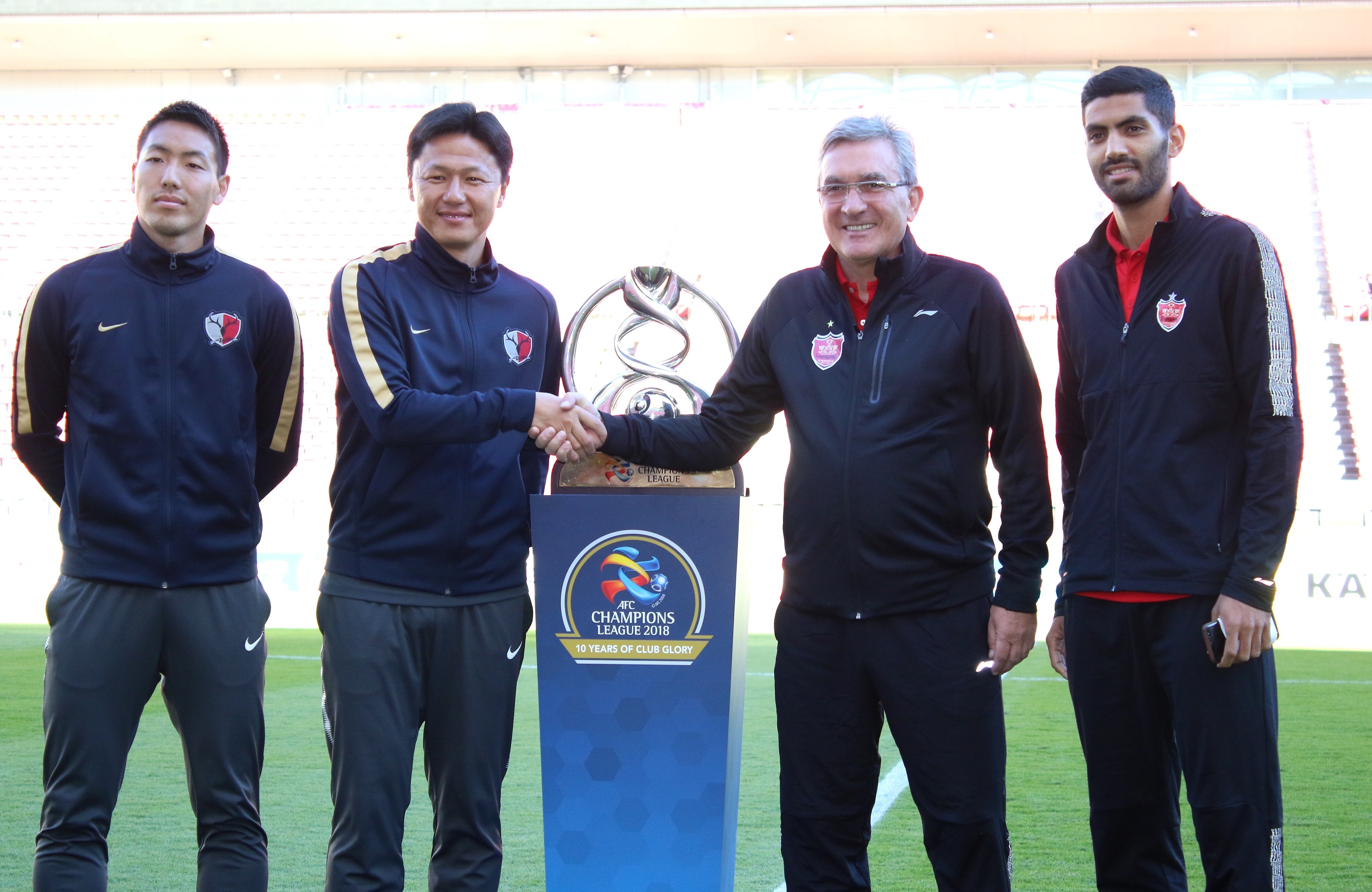
مربیان دو تیم پیش از برگزاری بازی رفت، در ورزشگاه کاشیما ساکر. از راست به چپ: محمد انصاری، برانکو ایوانکوویچ، گو ویوا و گن شوجی

این دیدار در حالی برگزار می‌شد که ۳۵٬۰۲۲ تماشاگر در ورزشگاه کاشیما ساکر حضور داشتند. پرسپولیس در نیمهٔ نخست مسابقه، به ویژه در دقایق ابتدایی مالکیت توپ را در اختیار داشت و صاحب موقعیت‌های گلزنی خوبی شد. در دقیقهٔ ۴، یک ارسال از بشار رسن برای علی علیپور موقعیت خوبی ایجاد کرد که ضربهٔ این بازیکن در شش‌قدم، به سر جونگ سئونگ-هیون برخورد کرد و راهی کرنر شد. ۲ دقیقه بعد نیز یک ضربهٔ ایستگاهی به سود پرسپولیس اعلام شد و ضربهٔ احمد نوراللهی توسط دروازه‌بان کاشیما آنتلرز، کوون سون-تائه به بیرون فرستاده شد.
اواسط نیمهٔ نخست، سوزوکی در دو مرحله صاحب موقعیت گل شد؛ نخست در دقیقهٔ ۲۵ این مهاجم بدون آن که بازیکنان پرسپولیس او را تحت فشار قرار دهند، در محوطهٔ جریمه با یک چرخش، ضربه‌ای زد که به بیرون رفت و در دقیقهٔ ۳۱ نیز پشت مدافعان پرسپولیس موقعیتی مناسب به دست آورد که تکل سریع شجاع خلیل‌زاده اجازه نداد دروازهٔ پرسپولیس باز شود. در دقیقهٔ ۳۶، گادوین منشا در حالی که می‌توانست دیگر هم‌تیمی‌های خود را که در موقعیت بهتری نسبت به او قرار داشتند صاحب توپ کند، خودش ضربه‌ای به سمت دروازهٔ کاشیما آنتلرز زد که در اختیار دروازه‌بان این تیم قرار گرفت.
برخی بازیکنان پرسپولیس در نیمهٔ دوم دارای اشتباهات و پاس‌های بی‌هدف قابل توجهی بودند. سوزوکی و سرجینیو که از ستاره‌های خطرناک کاشیما آنتلرز به‌شمار می‌رفتند، توانستند در این نیمه عملکرد خوبی داشته باشند. در دقیقهٔ ۵۸ با رهبری لئو سیلوا یک حرکت ترکیبی از سوی بازیکنان کاشیما آنتلرز شکل گرفت که با شوت این بازیکن بالاخره دروازهٔ علیرضا بیرانوند باز شد. در دقیقهٔ ۷۰، سرجینیو موقعیتی عالی به دست آورد و با یک ضربه از شش‌قدم توانست گل دوم تیم خود را در فینال لیگ قهرمانان آسیا بزند. این پنجمین دیدار نمایندگان ایران و ژاپن در لیگ قهرمانان آسیا بود و نمایندگان ایران در هیچ‌یک از این مسابقات به پیروزی نرسیده‌اند.
جزئیات
| کاشیما آنتلرز               | ۲–۰              | پرسپولیس |
| --------------------------- | ---------------- | -------- |
| لئو سیلوا ۵۸' · سرجینیو ۷۰' | گزارش زنده گزارش |          |

| کاشیما آنتلرز | پرسپولیس |

| GK      | ۱  | کوون سون-تائه     |     |       |
| RB      | ۲۲ | دایگو نیشی        |     |       |
| CB      | ۱۶ | شوتو یاماموتو     |     |       |
| CB      | ۳  | گن شوجی (c)       |     |       |
| LB      | ۳۵ | جونگ سئونگ-هیون   |     |       |
| RM      | ۲۰ | کنتو میسائو       |     |       |
| CM      | ۸  | شوما دوی          |     | '۸۰   |
| CM      | ۴  | لئو سیلوا         |     |       |
| LM      | ۱۸ | سرجینیو           |     | '۹۰+۲ |
| CF      | ۹  | یوما سوزوکی       |     |       |
| CF      | ۳۰ | هیروکی آبه        | '۱۱ | '۶۸   |
| نیمکت:  |    |                   |     |       |
| GK      | ۲۱ | هیتوشی سوگاهاتا   |     |       |
| DF      | ۳۲ | کوکی آنزای        |     | '۶۸   |
| DF      | ۳۹ | تومویا اینوکای    |     |       |
| MF      | ۶  | ریوتا ناگاکی      |     | '۸۰   |
| MF      | ۲۵ | یاسوشی اندو       |     |       |
| MF      | ۴۰ | میتسوو اوگاساوارا |     |       |
| FW      | ۱۴ | تاکشی کاناموری    |     | '۹۰+۲ |
| سرمربی: |    |                   |     |       |
| گو ویوا |    |                   |     |       |

| GK                | ۱  | علیرضا بیرانوند    |           |     |
| RB                | ۳  | شجاع خلیل‌زاده      | '۷۲       |     |
| CB                | ۴  | سید جلال حسینی (c) |           |     |
| CB                | ۱۵ | محمد انصاری        |           |     |
| LB                | ۶۹ | شایان مصلح         |           |     |
| RM                | ۸۸ | سیامک نعمتی        | '۶۲ '۹۰+۳ |     |
| CM                | ۱۱ | کمال کامیابی نیا   |           |     |
| CM                | ۵  | بشار رسن           |           |     |
| LM                | ۸  | احمد نوراللهی      |           | '۷۰ |
| CF                | ۷۰ | علی علیپور         |           |     |
| CF                | ۹۰ | گادوین منشا        |           |     |
| نیمکت:            |    |                    |           |     |
| GK                | ۴۴ | بوژیدار رادوشویچ   |           |     |
| MF                | ۱۸ | محسن ربیع خواه     |           |     |
| MF                | ۲۱ | آدام همتی          |           |     |
| MF                | ۲۲ | امید عالیشاه       |           | '۷۰ |
| MF                | ۲۵ | احسان علوان زاده   |           |     |
| MF                | ۲۶ | سعید حسین پور      |           |     |
| MF                | ۳۷ | حمیدرضا طاهرخانی   |           |     |
| سرمربی:           |    |                    |           |     |
| برانکو ایوانکوویچ |    |                    |           |     |

| بهترین بازیکن: لئو سیلوا (کاشیما آنتلرز) کمک داوران کائو یی (چین) شی ژیانگ (چین) داور چهارم هو ویمینگ (چین) داوران خط دروازه فو مینگ (چین) لیو کوک من (هنگ کنگ) | قوانین مسابقه - مدت زمان مسابقه ۹۰ دقیقه است. - هفت بازیکن اجازه نشستن روی نیمکت هر تیم دارند که سه نفر از آنها ممکن است مورد استفاده قرار گیرند. |

آمار و ارقام دور رفت:
| آمار          | کاشیما آنتلرز | پرسپولیس |
| ------------- | ------------- | -------- |
| گل            | ۰             | ۰        |
| کل شوت‌ها      | ۴             | ۵        |
| شوت در چارچوب | ۰             | ۱        |
| پاس‌ها         | ۱۸۵           | ۱۴۶      |
| مالکیت توپ    | ۵۵٪           | ۴۵٪      |

| آمار          | کاشیما آنتلرز | پرسپولیس |
| ------------- | ------------- | -------- |
| گل            | ۲             | ۰        |
| کل شوت‌ها      | ۴             | ۲        |
| شوت در چارچوب | ۲             | ۱        |
| پاس‌ها         | ۱۹۳           | ۱۶۸      |
| مالکیت توپ    | ۵۵٪           | ۴۵٪      |

| آمار          | کاشیما آنتلرز | پرسپولیس |
| ------------- | ------------- | -------- |
| گل            | ۲             | ۰        |
| کل شوت‌ها      | ۸             | ۷        |
| شوت در چارچوب | ۲             | ۲        |
| پاس‌ها         | ۳۷۸           | ۳۱۴      |
| مالکیت توپ    | ۵۵٪           | ۴۵٪      |

دور برگشت
چکیده

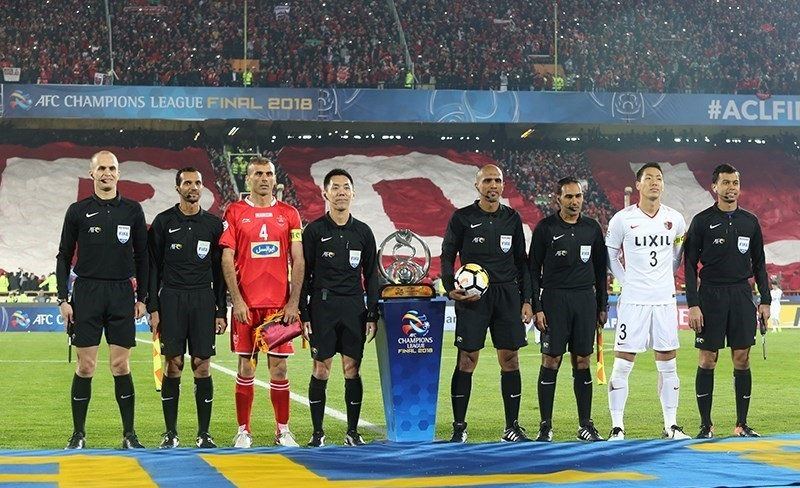
عکس پیش از مسابقهٔ گروه داوری و کاپیتان‌های دو تیم با جام قهرمانی لیگ قهرمانان آسیا ۲۰۱۸

این مسابقه با حضور ۱۰۰ هزار تماشاگر در ورزشگاه آزادی برگزار شد. هر دو تیم در دقیقهٔ ۲ دارای موقعیت شدند؛ نخست کاشیما آنتلرز صاحب یک ضربهٔ کرنر شد که ارسال سرجینیو را بیرانوند دفع کرد و پس از آن در ضد حمله‌ای سریع از پرسپولیس، شوت سنگین علی علیپور از بالای دروازهٔ کاشیما آنتلرز به بیرون رفت. در دقیقهٔ ۱۴، دوی شوما پس از مهار کردن ارسال سوزوکی، ضربه‌ای زد که از کنار دروازهٔ پرسپولیس به بیرون رفت. در دقیقهٔ ۲۷، کوون سون-تائه توانست کرنر پرسپولیسی‌ها را مهار کند و کمی بعد نیز علاوه بر اینکه از صاحب توپ شدن مهاجمان پرسپولیس جلوگیری کرد، اجازه نداد ضربهٔ سر علی علیپور روی ارسال بشار رسن، درون دروازهٔ کاشیما آنتلرز جای بگیرد. در دقیقهٔ ۳۹، بشار رسن به تنهایی به قلب دفاع حریف نفوذ کرد و ضربهٔ او را سون-تائه در دو مرحله مهار کرد. احمد نوراللهی در دقیقهٔ ۴۲ ضربهٔ سنگینی زد که باز هم سون-تائه موفق به مهار توپ شد.
تلاش‌های پرسپولیس برای گلزنی در نیمهٔ دوم نیز ادامه داشت و در دقیقهٔ ۵۶ شوت بشار رسن در اختیار دروازه‌بان کاشیما آنتلرز قرار گرفت. در دقیقهٔ ۶۴، علی علیپور یک ضربهٔ پای چپ زد که با فاصلهٔ کمی از کنار دروازهٔ کاشیما آنتلرز به بیرون رفت. در دقیقهٔ ۶۵، محمد انصاری با برخوردی که با سوزوکی داشت، دچار مصدومیت شد و نتوانست مسابقه را ادامه دهد. بازیکنان کاشیما آنتلرز در دقایق ۷۱ و ۷۲ از طریق کرنر صاحب موقعیت‌هایی شدند که نتوانستند از آن‌ها بهره ببرند. در دقیقهٔ ۷۶، ضربهٔ سر خلیل‌زاده روی ارسال نوراللهی، در دستان سون-تائه قرار گرفت. پرسپولیسی‌ها در دقایق پایانی بازی نیز به حملات خود ادامه دادند اما موفق به بازکردن دروازهٔ کاشیما آنتلرز نشدند. کوون سون-تائه با نمایش موفقی که داشت، توانست از بازشدن دروازه‌اش در برابر پرسپولیس جلوگیری کند تا نقشی اساسی در قهرمانی کاشیما آنتلرز داشته باشد. لئو سیلوا و یوما سوزوکی نیز از بهترین‌های کاشیما آنتلرز در این مسابقه بودند. پرسپولیس به عنوان میزبان دور برگشت فینال، در قهرمانی ناکام ماند اما هواداران این تیم پس از پایان بازی، تیمشان را تشویق کردند.
جزئیات

| پرسپولیس | ۰–۰              | کاشیما آنتلرز |
| -------- | ---------------- | ------------- |
|          | گزارش زنده گزارش |               |

| پرسپولیس | کاشیما آنتلرز |

| GK                | ۱  | علیرضا بیرانوند    |  |     |
| RB                | ۳  | شجاع خلیل‌زاده      |  |     |
| CB                | ۴  | سید جلال حسینی (c) |  |     |
| CB                | ۱۵ | محمد انصاری        |  | '۶۹ |
| LB                | ۶۹ | شایان مصلح         |  |     |
| RM                | ۲۱ | آدام همتی          |  | '۶۴ |
| CM                | ۱۱ | کمال کامیابی نیا   |  |     |
| CM                | ۵  | بشار رسن           |  |     |
| LM                | ۸  | احمد نوراللهی      |  |     |
| CF                | ۷۰ | علی علیپور         |  |     |
| CF                | ۹۰ | گادوین منشا        |  |     |
| نیمکت:            |    |                    |  |     |
| GK                | ۴۴ | بوژیدار رادوشویچ   |  |     |
| GK                | ۱۲ | ابوالفضل درویش‌وند  |  |     |
| MF                | ۱۸ | محسن ربیع خواه     |  | '۶۴ |
| MF                | ۳۸ | احسان حسینی        |  |     |
| MF                | ۲۵ | احسان علوان زاده   |  | '۶۹ |
| MF                | ۲۶ | سعید حسین پور      |  |     |
| MF                | ۳۷ | حمیدرضا طاهرخانی   |  |     |
| سرمربی:           |    |                    |  |     |
| برانکو ایوانکوویچ |    |                    |  |     |

| GK      | ۱  | کوون سون-تائه     |       |       |
| RB      | ۲۲ | دایگو نیشی        | '۷۰   |       |
| CB      | ۱۶ | شوتو یاماموتو     |       |       |
| CB      | ۳  | گن شوجی (c)       |       |       |
| LB      | ۳۵ | جونگ سئونگ-هیون   |       |       |
| RM      | ۲۰ | کنتو میسائو       |       |       |
| CM      | ۸  | شوما دوی          |       | '۶۸   |
| CM      | ۴  | لئو سیلوا         | '۴۳   |       |
| LM      | ۱۸ | سرجینیو           |       |       |
| CF      | ۹  | یوما سوزوکی       |       | '۷۷   |
| CF      | ۳۰ | هیروکی آبه        |       | '۹۰+۳ |
| نیمکت:  |    |                   |       |       |
| GK      | ۲۱ | هیتوشی سوگاهاتا   |       |       |
| DF      | ۳۲ | کوکی آنزای        |       | '۶۸   |
| DF      | ۳۹ | تومویا اینوکای    |       |       |
| MF      | ۶  | ریوتا ناگاکی      | '۹۰+۱ | '۷۷   |
| MF      | ۲۵ | یاسوشی اندو       |       |       |
| MF      | ۴۰ | میتسوو اوگاساوارا |       |       |
| FW      | ۱۴ | تاکشی کاناموری    |       | '۹۰+۳ |
| سرمربی: |    |                   |       |       |
| گو ویوا |    |                   |       |       |

| بهترین بازیکن: گادوین منشا (پرسپولیس) کمک داوران ابوبکر سالم مهد (عمان) رشید حامد القیتی (عمان) داور چهارم رونی گو مینجر (سنگاپور) داوران خط دروازه محمد تقی الجعفری (عمان) احمد محمد (عمان) | قوانین مسابقه - مدت زمان مسابقه ۹۰ دقیقه است. - در صورت تساوی در مجموع رفت و برگشت و قانون گل زده در خانه حریف، ۳۰ دقیقه وقت اضافه محاسبه خواهد شد. - در صورت تساوی در وقت اضافه، ضربات پنالتی در دستور کار قرار خواهد گرفت. - هفت بازیکن اجازه نشستن روی نیمکت هر تیم دارند که سه نفر از آنها ممکن است مورد استفاده قرار گیرند. |

آمار و ارقام دور برگشت:
| آمار          | پرسپولیس | کاشیما آنتلرز |
| ------------- | -------- | ------------- |
| گل            | ۰        | ۰             |
| کل شوت‌ها      | ۹        | ۶             |
| شوت در چارچوب | ۵        | ۰             |
| پاس‌ها         | ۲۲۱      | ۱۶۲           |
| مالکیت توپ    | ۵۸٪      | ۴۲٪           |

| آمار          | پرسپولیس | کاشیما آنتلرز |
| ------------- | -------- | ------------- |
| گل            | ۰        | ۰             |
| کل شوت‌ها      | ۸        | ۱             |
| شوت در چارچوب | ۱        | ۰             |
| پاس‌ها         | ۲۳۸      | ۱۲۳           |
| مالکیت توپ    | ۶۲٪      | ۳۸٪           |

| آمار          | پرسپولیس | کاشیما آنتلرز |
| ------------- | -------- | ------------- |
| گل            | ۰        | ۰             |
| کل شوت‌ها      | ۱۷       | ۷             |
| شوت در چارچوب | ۶        | ۰             |
| پاس‌ها         | ۴۵۹      | ۲۸۵           |
| مالکیت توپ    | ۶۲٪      | ۳۸٪           |

### ۱۷
پرسپولیس به عنوان قهرمان لیگ برتر فوتبال ایران ۹۷–۱۳۹۶ در این دوره از مسابقات حضور یافت. پرسپولیس که به عنوان نایب‌قهرمان دوره قبل گام به این مسابقات گذاشته بود با عملکرد ضعیف خود در همان مرحله گروهی از این مسابقات حذف شد.

### گروهی
در این دوره از بازی‌ها پرسپولیس با السد، الاهلی و پاختاکور در گروه D هم گروه شد و به عنوان تیم آخر گروه به مرحله حذفی راه نیافت.

### گروه D
| تیم      | بازی | برد | تساوی | باخت | گل‌زده | گل‌خورده | تفاضل‌گل | امتیاز |
| -------- | ---- | --- | ----- | ---- | ----- | ------- | ------- | ------ |
| السد     | ۶    | ۳   | ۱     | ۲    | ۷     | ۸       | ۱-      | ۱۰     |
| الاهلی   | ۶    | ۳   | ۰     | ۳    | ۷     | ۷       | ۰       | ۹      |
| پاختاکور | ۶    | ۲   | ۲     | ۲    | ۷     | ۷       | ۰       | ۸      |
| پرسپولیس | ۶    | ۲   | ۱     | ۲    | ۶     | ۵       | ۱+      | ۷      |

| السد | الاهلی | پاختاکور | پرسپولیس |
| ---- | ------ | -------- | -------- |
| —    | ۲–۱    | ۲–۱      | ۱–۰      |
| ۲–۰  | —      | ۲–۱      | ۲–۱      |
| ۲–۲  | ۱–۰    | —        | ۱–۰      |
| ۲–۰  | ۲–۰    | ۱–۱      | —        |

#### بازی‌های دور گروهی
| ۱۴ اسفند ۱۳۹۷ ۱ | پرسپولیس                            | ۱–۱              | پاختاکور                                          | تهران، ایران                                                                                      |
| ۱۸:۳۰           | بودیمیر ۲۵' · ترابی '۷۰ · حسینی '۷۵ | گزارش خلاصه بازی | بیکمائف ۵' · علیجئف '۲۱ · سیفیف '۲۲ · کوواتوف '۹۶ | ورزشگاه: ورزشگاه آزادی تماشاگران: ۴۶٬۳۵۰ داور: ادهم المخادمه مرد مسابقه: ماریو بودیمیر (پرسپولیس) |

| ۲۱ اسفند ۱۳۹۷ ۲ | السد                           | ۱–۰              | پرسپولیس              | دوحه، قطر                                                                                       |
| ۱۹:۱۵           | عفیف '۹۰ · بونجاح ۵+۹۰'، '۶+۹۰ | گزارش خلاصه بازی | خلیل‌زاده '۳۱ شیری '۶۱ | ورزشگاه: ورزشگاه جاسم بن حمد تماشاگران: ۸٬۰۵۳ داور: کیم دونگ‌جین مرد مسابقه: بغداد بونجاح (السد) |

| ۲۰ فروردین ۱۳۹۸ ۳ | پرسپولیس                                          | ۲–۰              | الاهلی                  | دبی، امارات                                                                                     |
| ۲۰:۰۰ | خلیل‌زاده ۱۸' · علیپور ۴۸' · رسن '۶۰ · بودیمیر '۷۶ | گزارش خلاصه بازی | عبدالغنی '۷۶ المولد '۹۱ | ورزشگاه: ورزشگاه زعبیل تماشاگران: ۱٬۸۷۸ داور: هیرویوکی کیمورا مرد مسابقه: مهدی ترابی (پرسپولیس) |
| یادداشت: در آن دوران مسابقات بین نمایندگان ایران و نمایندگان عربستان سعودی به دلیل روابط ایران و عربستان سعودی در کشور سوم برگزار می‌شد. |                                                   |                  |                         |                                                                                                 |

| ۲ اردیبهشت ۱۳۹۸ ۴ | الاهلی                                             | ۲–۱              | پرسپولیس                        | دبی، امارات                                                                            |
| ۲۰:۰۰ | السومه ۳۰' (پنالتی)، ۸۳' · دجانینی '۵۰ · ترمین '۸۶ | گزارش خلاصه بازی | علیپور '۴۹ · خلیل‌زاده '۵۸ ۳+۹۰' | ورزشگاه: ورزشگاه آل مکتوم تماشاگران: ۷۸۷ داور: ما نینگ مرد مسابقه: عمر السومه (الاهلی) |
| یادداشت: در آن دوران مسابقات بین نمایندگان ایران و نمایندگان عربستان سعودی به دلیل روابط ایران و عربستان سعودی در کشور سوم برگزار می‌شد. |                                                    |                  |                                 |                                                                                        |

| ۱۶ اردیبهشت ۱۳۹۸ ۵ | پاختاکور                  | ۱–۰              | پرسپولیس | تاشکند، ازبکستان                                                                                            |
| ۱۷:۳۰              | ماشاریپوف '۶۵ · سرگیف ۸۶' | گزارش خلاصه بازی |          | ورزشگاه: ورزشگاه مرکزی پاختاکور تماشاگران: ۱۷٬۳۵۰ داور: کریس بیس مرد مسابقه: جلال‌الدین ماشاریپوف (پاختاکور) |

| ۳۰ اردیبهشت ۱۳۹۸ ۶ | پرسپولیس                                                 | ۲–۰              | السد     | تهران، ایران                                                                                        |
| ۲۱:۰۰ | ترابی ۱۷' '۸۶ · خلیل‌زاده '۵۷ · بیرانوند '۶۰ · علیپور ۶۷' | گزارش خلاصه بازی | میگل '۶۵ | ورزشگاه: ورزشگاه آزادی تماشاگران: ۱۱٬۳۹۰ داور: هتیکمکانامگه پریرا مرد مسابقه: مهدی ترابی (پرسپولیس) |
| یادداشت: ژاوی هرناندز اسطوره باشگاه بارسلونا، در این مسابقه آخرین بازی خود در دوران فوتبالی اش را انجام داد. به همین دلیل باشگاه پرسپولیس طی مراسمی کوتاه در ابتدای بازی از این بازیکن تقدیر به عمل آورد. |                                                          |                  |          | |

رفت ۲۱ اسفند ۱۳۹۷ (السد ۱–۰ پرسپولیس)
این بازی با تک گل بغداد بونجاح با پیروزی السد به پایان رسید. گل بغداد بونجاح در موقعیت آفساید به ثمر رسید. برانکو ایوانکوویچ، سرمربی پرسپولیس بعد از بازی با انتقاد از داور گفت: «گل السد به‌طور حتم آفساید بود و ما این موضوع را قبل از حضور در کنفرانس خبری بررسی کردیم، بنابراین نتیجه ای که به دست آمد، اصلاً عادلانه نبود.»
چند کارشناس داوری که به صورت زنده در شبکه بین اسپورت قطر به تحلیل عملکرد داور می‌پرداختند، تأکید داشتند داوران کره‌ای عملکرد ضعیفی داشتند.
برگشت ۳۰ اردیبهشت ۱۳۹۸ (پرسپولیس ۲–۰ السد)
این دیدار با درخشش و گلزنی علیپور و ترابی ۲ بر صفر به نفع پرسپولیس به پایان رسید. از نکات قابل توجه این دیدار این بود که ژاوی هرناندز بازیکن فوتبال اسپانیا و بارسلونا در ورزشگاه آزادی و مقابل هواداران ایرانی از دنیای فوتبال خداحافظی کرد.

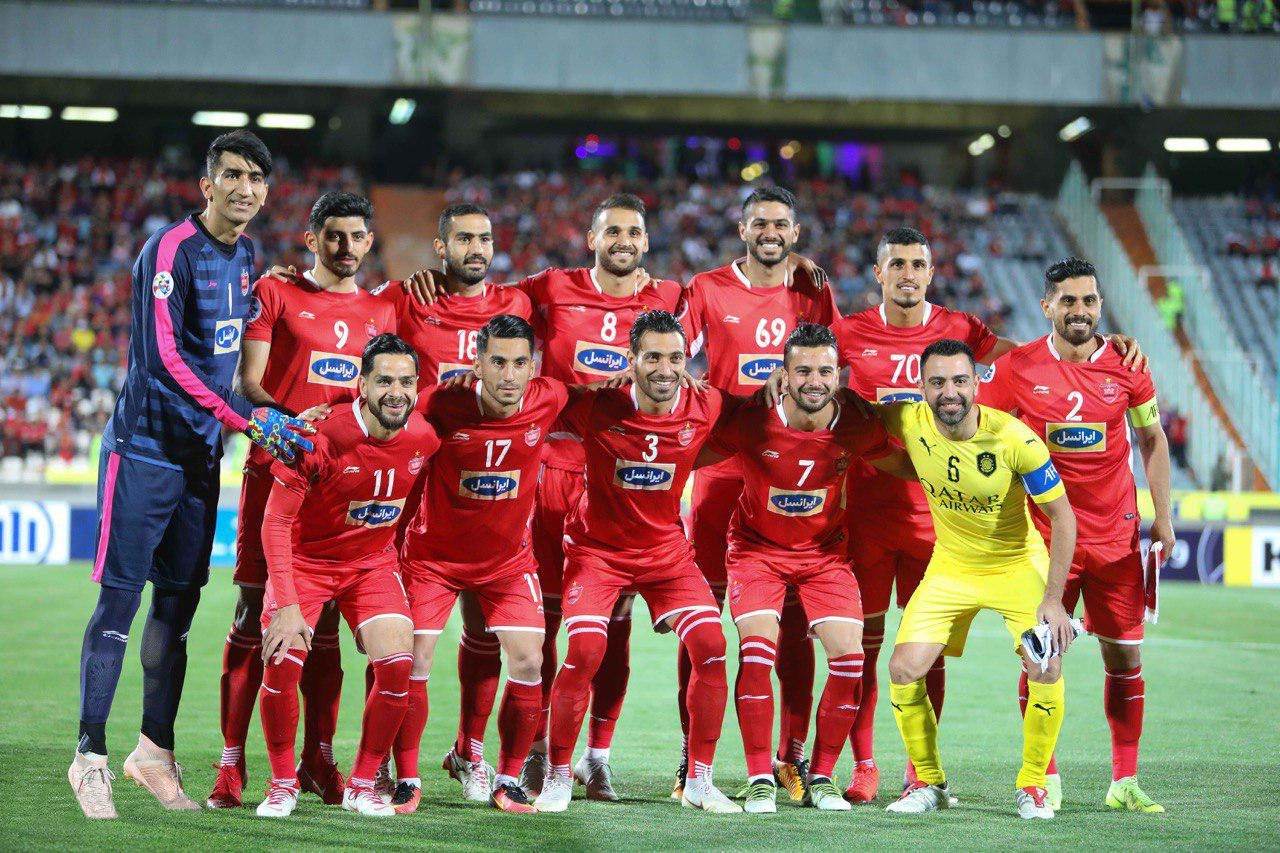
ژاوی و پرسپولیس در لیگ قهرمانان آسیا ۲۰۱۹
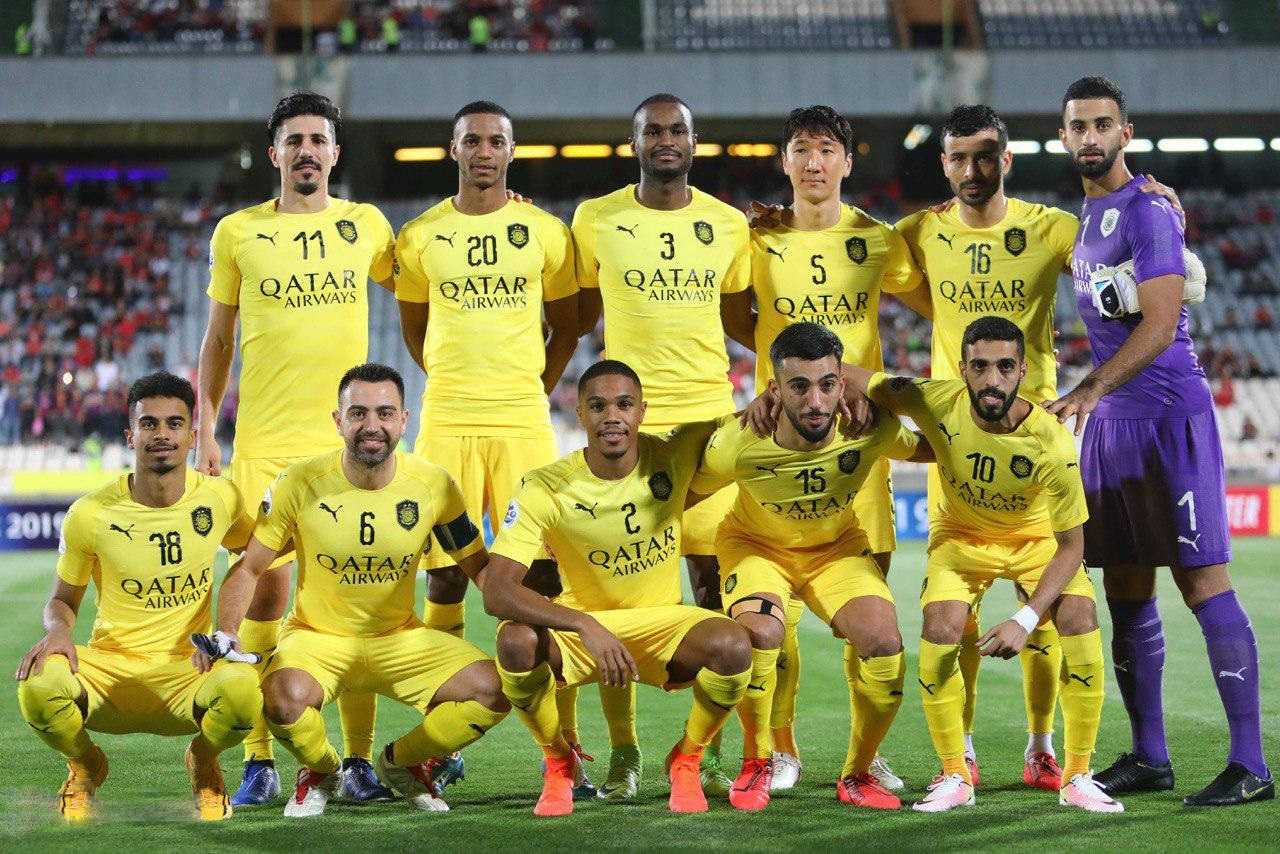
تیم السد در لیگ قهرمانان آسیا ۲۰۱۹

خداحافظی ژاوی

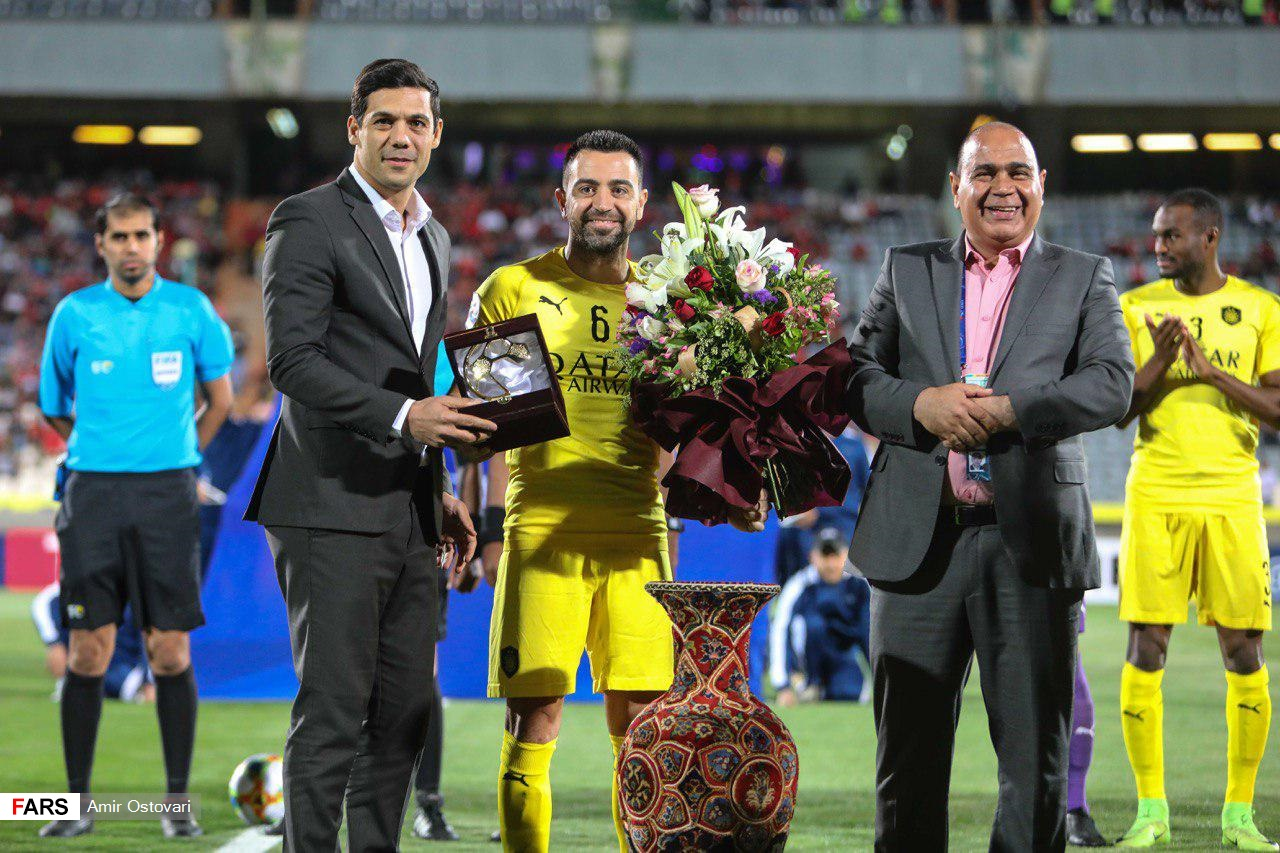
خداحافظی ژاوی در آزادی پس از بازی پرسپولیس و السد لیگ قهرمانان آسیا ۲۰۱۹

ژاوی هرناندز برای همیشه در ورزشگاه آزادی تهران از فوتبال خداحافظی کرد. هافبک اسپانیایی با پیراهن السد برابر پرسپولیس در آخرین دیدار مرحله گروهی لیگ قهرمانان آسیا حاضر شد و با شکست مستطیل سبز را ترک کرد. بلیچر ریپورت و گل دو رسانه‌ای بودند که تصاویری از او و هدایایی که مسئولان فوتبال ایران به وی اهدا کردند را به تصویر کشیدند. اسپورت کاتالونیا که یک خبرنگار اختصاصی را برای این بازی به تهران فرستاده بود، نوشت: 
«بزرگ‌ترین ورزشگاه آسیا در تهران واقع است که ظرفیت ۸۵ هزار نفری دارد. پرسپولیس قهرمان این فصل لیگ ایران آخرین حریف ژاوی بود. جایگاه‌ها بر خلاف انتظار پر از تماشاگر نبودند و تنها کسانی به ورزشگاه رفته بودند که می‌خواستند آخرین بازی ژاوی را تماشا کنند. آن‌ها دو ساعت پیش از آغاز بازی با پیراهن‌های بارسا در ورزشگاه حضور یافتند و با فریاد زدن نامش به او تبریک می‌گفتند. او شخص اول بازی بود، در حالی که هواداران از نام بردن ژاوی خسته نمی‌شدند.»
موندو دپورتیوو دیگر رسانه کاتالانی نوشت: ژاوی آخرین ۹۰ دقیقه خود را در دیدار برابر السد و پرسپولیس انجام داد و تیمش با نتیجه ۲ بر صفر شکست خورد. سایت مارکا و سایت آس اسپانیا با تیتر «جهان فوتبال عزادار شد» به خداحافظی ژاوی پرداختند.

### ۱۸
پرسپولیس پس از چهارمین قهرمانی متوالی در قهرمان لیگ برتر فوتبال ایران ۹۸–۱۳۹۷ و همچنین قهرمانی در جام حذفی فوتبال ایران ۹۸–۱۳۹۷ و قهرمانی در سوپر جام فوتبال ایران ۱۳۹۸ و کسب سه‌گانه ایران به عنوان نماینده ایران در این رقابت‌ها حضور پیدا کرد. پرسپولیس در دور گروهی با تیم‌های التعاون عربستان، شارجه امارات و الدحیل قطر همگروه شد و توانست به عنوان تیم صدرنشین راهی دور بعدی شود. در این مرحله که به دلیل شیوع ویروس کرونا به صورت متمرکز و تک بازی در کشور قطر انجام می‌شد در مقابل تیم السد قطر قرار گرفت و با نتیجه یک بر صفر پیروز و راهی مرحله یک چهارم نهایی شد.
در دیدار یک چهارم نهایی نیز پرسپولیس توانست با گل عیسی آل کثیر تیم پاختاکور ازبکستان را از پیش رو برداشته و حریف تیم النصر عربستان در مرحله نیمه نهایی شود. پیش از دیدار نیمه نهایی عیسی آل کثیر به مدت ۶ ماه از بازی محروم شد. در مرحله نیمه نهایی، فینال غرب آسیا پرسپولیس موفق به شکست تیم النصر عربستان در ضربات پنالتی شد و به عنوان فینالیست راهی دیدار پایانی شد. در دیدار پایانی که در تاریخ ۲۹ آذر ۱۳۹۹ در ورزشگاه الجنوب الوکره برگزار شد دو تیم پرسپولیس و اولسان هیوندای کره جنوبی مقابل هم به میدان رفتند و تیم کره ای با نتیجه ۱–۲ به برتری رسید و قهرمان مسابقات شد. تک گل پرسپولیس را در این دیدار مهدی عبدی به ثمر رساند.

### گروهی
در این دوره از بازی‌ها پرسپولیس با التعاون، الدحیل و الشارجه در گروه C هم گروه شد و به عنوان تیم نخست گروه به مرحله حذفی راه یافت.

### گروه C
| تیم      | بازی | برد | مساوی | باخت | گل‌زده | گل‌خورده | تفاضل‌گل | امتیاز |
| -------- | ---- | --- | ----- | ---- | ----- | ------- | ------- | ------ |
| پرسپولیس | ۶    | ۳   | ۱     | ۲    | ۸     | ۵       | ۳+      | ۱۰     |
| التعاون  | ۶    | ۳   | ۰     | ۳    | ۴     | ۸       | ۴-      | ۹      |
| الدحیل   | ۶    | ۳   | ۰     | ۳    | ۷     | ۸       | ۱–      | ۹      |
| الشارجه  | ۶    | ۲   | ۱     | ۳    | ۱۳    | ۱۱      | ۲+      | ۷      |

| پرسپولیس | التعاون | الدحیل | الشارجه |
| -------- | ------- | ------ | ------- |
| —        | ۱–۰     | ۰–۱    | ۴–۰     |
| ۰–۱      | —       | ۲–۰    | ۰–۶     |
| ۱–۰      | ۰–۱     | —      | ۲–۱     |
| ۲–۲      | ۰–۱     | ۴–۲    | —       |

#### بازی‌های دور گروهی
| ۲۲ بهمن ۱۳۹۸ ۱                       | الدحیل                                                     | ۲–۰              | پرسپولیس | دوحه، قطر                                                                                                 |
| ۱۸:۴۵ ساعت رسمی ایران (یوتی‌سی ۴:۳۰+) | مانژوکیچ ۵'، '۸۲ · جونیور ۱۳' · مادیبو '۴۴ · احمد یاسر '۷۲ | گزارش خلاصه بازی |          | ورزشگاه: ورزشگاه عبدالله بن خلیفه تماشاگران: ۳٬۷۸۰ داور: عزیز عظیموف مرد مسابقه: ادمیلسون جونیور (الدحیل) |

| ۲۹ بهمن ۱۳۹۸ ۲                       | الشارجه                                    | ۲–۲              | پرسپولیس        | شارجه، امارات                                                                              |
| ۱۹:۰۵ ساعت رسمی ایران (یوتی‌سی ۴:۳۰+) | خلفان ۲۶' · مندز ۴۶' · صالح '۶۲ · سرور '۷۶ | گزارش خلاصه بازی | علیپور ۱۰'، ۲۷' | ورزشگاه: ورزشگاه الشارجه تماشاگران: ۵٬۲۰۰ داور: کریس بیس مرد مسابقه: علی علیپور (پرسپولیس) |

| ۲۵ شهریور ۱۳۹۹ ۳ | پرسپولیس                                | ۱–۰              | التعاون    | دوحه، قطر                                                                                     |
| ۲۲:۳۰            | نعمتی '۲۷ · نوراللهی '۴۱ · خلیل‌زاده ۸۳' | گزارش خلاصه بازی | الموسی '۸۵ | ورزشگاه: ورزشگاه شهر آموزش تماشاگران: ۰ داور: احمد الکاف مرد مسابقه: شجاع خلیل‌زاده (پرسپولیس) |

| ۲۸ شهریور ۱۳۹۹ ۴ | التعاون             | ۰–۱              | پرسپولیس                               | دوحه، قطر                                                                                 |
| ۲۲:۳۰            | اسیری '۱۸ امیسی '۶۴ | گزارش خلاصه بازی | رسن ۴۸' (پنالتی) · رمضانی '۸۷ · لک '۸۷ | ورزشگاه: ورزشگاه شهر آموزش تماشاگران: ۰ داور: مهند قاسم مرد مسابقه: وحید امیری (پرسپولیس) |

| ۳۱ شهریور ۱۳۹۹ ۵ | پرسپولیس     | ۰–۱              | الدحیل                                                             | دوحه، قطر                                                                                       |
| ۱۸:۳۰            | خلیل‌زاده '۲۷ | گزارش خلاصه بازی | لوئیز جونیور '۲۲ · علی ۶۰' (پنالتی) · رضاییان '۱+۹۰ · البکری '۴+۹۰ | ورزشگاه: ورزشگاه شهر آموزش تماشاگران: ۰ داور: هتیکمکانامگه پریرا مرد مسابقه: المعز علی (الدحیل) |

| ۳ مهر ۱۳۹۹ ۶ | پرسپولیس                                                                        | ۴–۰              | الشارجه | دوحه، قطر                                                                                         |
| ۲۱:۳۰        | خلیل‌زاده ۲' · آل کثیر ۴۱' · امیری ۴۴' · عالیشاه '۸۳ · عبدی ۱+۹۰' · رمضانی '۵+۹۰ | گزارش خلاصه بازی |         | ورزشگاه: ورزشگاه جاسم بن حمد تماشاگران: ۰ داور: ایلگیز تانتاشف مرد مسابقه: سیامک نعمتی (پرسپولیس) |

#### بازی‌های دور حذفی
یک‌هشتم نهایی
| ۶ مهر ۱۳۹۹ ۱/۸ | پرسپولیس                                             | ۱–۰              | السد         | دوحه، قطر                                                                                               |
| ۱۷:۱۰          | امیری '۶۴ · سرلک '۸۱ · آل کثیر ۸۸' '۸۹ · نعمتی '۲+۹۰ | گزارش خلاصه بازی | بونجاح '۱+۹۰ | ورزشگاه: ورزشگاه شهر آموزش تماشاگران: ۰ داور: کو هیونگ جین مرد مسابقه: محمدحسین کنعانی‌زادگان (پرسپولیس) |

«پرشورترین مسابقاتی که در طول زندگی حرفه ای خود دیده‌ام، همیشه مقابل تیم‌های ایرانی از جمله پرسپولیس بوده است. این را به بازیکنانم گفته‌ام که آنها همیشه با شور و شوق زیاد بازی می‌کنند، به همین دلیل ما هم باید بسیار پرشور باشیم، چون این یک فینال است.»

ژاوی هرناندز در نشست خبری پیش از بازی
۶ مهر ۱۳۹۹ (پرسپولیس ۱–۰ السد)
آخرین بازی پرسپولیس و السد پیش از این بازی یک سال و ۴ ماه و یک هفته پیش در ورزشگاه آزادی برگزار شد. در این بازی علیرضا بیرانوند، سروش رفیعی، مهدی ترابی، شایان مصلح و علی علیپور در پرسپولیس نیستند و محسن ربیع خواه و مهدی شیری هم دیگر در ترکیب ثابت جایی ندارند. دیدار بین تیم‌های پرسپولیس و السد با برتری یک بر صفر پرسپولیس به پایان رسید.
تک گل این بازی در دقیقه ۸۸ توسط عیسی آل کثیر و ارسال امید عالیشاه از روی کرنر زده شد. این بازی در ورزشگاه اجوکیشن سیتی انجام شد.
پرسپولیس پس از صدرنشینی در گروه C لیگ قهرمانان که بالاتر از التعاون عربستان، الدحیل قطر و شارجه امارات قرار گرفت پس از پیروزی ۴ بر صفر در آخرین بازی مرحله گروهی مقابل شارجه به دیدار السد رفته بود.
در این بازی وحید امیری دقیقه ۶۴، میلاد سرلک دقیقه ۸۱ و بغداد بونجاح دقیقه ۹۰ کارت زرد و سیامک نعمتی دقیقه ۹۰ با دریافت کار قرمز از بازی اخراج شد. عیسی آل‌کثیر با زدن یک گل و ایجاد دو موقعیت جدی که توپ به تیرک‌های عمودی و افقی برخورد کرد به عنوان بهترین بازیکن زمین معرفی شد. آرمان رمضانی، مهاجم پرسپولیس به دلیل دو کارته بودن از این بازی محروم بود و حامد لک پیش از این بازی چهار کلین شیت داشت.
یحیی گل محمدی در نشست خبری پس از بازی گفت:
خیلی خوشحالیم که بازی را بردیم. دیدار فوق‌العاده سختی بود اما لیاقت این برد را با وجود مشکلات زیاد داشتیم. تیم حریف مهره‌های هجومی خیلی خوبی داشت. توانستیم با دفاع تیمی خوب و عملکرد بازیکنان خصوصاً در خط دفاع و دروازه به خوبی پوشش دهیم. این برد را به هواداران که انرژی مثبتی دادند تبریک می‌گویم. از بازیکنان تیم تشکر می‌کنم که باعث افتخار ایران و هواداران پرسپولیس شدند. آنها فداکارانه این بازی را بردند. حس غرورانگیزی است. آنها شایسته بهترین‌ها هستند. آنها شایسته بهترین‌ها هستند. راهی را شروع کرده‌ایم و امیدوارم بتوانیم آن را با تمام مشکلاتی که بود ادامه دهیم.
یک چهارم نهایی
| ۹ مهر ۱۳۹۹ ۱/۴ | پرسپولیس         | ۱–۰              | پاختاکور      | دوحه، قطر                                                                                        |
| ۲۱:۱۵          | آل کثیر ۴۹'، ۶۶' | گزارش خلاصه بازی | ماشاریپوف '۱۷ | ورزشگاه: ورزشگاه جاسم بن حمد تماشاگران: ۰ داور: ادهم المخادمه مرد مسابقه: عیسی آل‌کثیر (پرسپولیس) |

#### حواشی
اعلام محرومیت ۶ ماهه عیسی آل کثیر از حضور در بازی‌ها به دلیل شادی بعد از گل این بازیکن در فاصله ۳ ساعت پیش از فینال غرب آسیا رخ داد. برخی از کاربران به شدت از این اقدام AFC انتقاد کردند. برخی این محرومیت را نتیجه نظرات پیوسته هواداران استقلال علیه پرسپولیس در صفحات AFC می‌دیدند که باعث شد حساسیت ویژه ای در خصوص آل کثیر و شادی بعد از گلش ایجاد شود.
نیمه نهایی
| ۱۲ مهر ۱۳۹۹ نیمه‌نهایی            | النصر                                                           | ۱–۱ (و.ا.) (۳–۵ پنالتی)                        | پرسپولیس                                                 | دوحه، قطر                                                                                |
| ۱۸:۳۰                            | حمدالله ۳۶' (پنالتی) · عبدالمجید الصلیهم '۴۹ · عبدالله مادو '۷۸ | گزارش خلاصه بازی                               | خلیل‌زاده '۳۷ · عبدی ۴۲' · پهلوان '۸۴، '۱۰۴ · امیری '۱+۹۰ | ورزشگاه: جاسم بن حمد تماشاگران: ۰ داور: محمد تقی الجعفری مرد مسابقه: بشار رسن (پرسپولیس) |
|                                  | ضربات پنالتی                                                    |                                                |                                                          |                                                                                          |
| مادو · مارتینس · العبید · مایکون |                                                                 | کنعانی‌زادگان · نعمتی · سرلک · خلیل‌زاده · شجاعی |                                                          |                                                                                          |

### فینال
| ۲۹ آذر ۱۳۹۹ فینال | پرسپولیس | ۱–۲              | اولسان هیوندای                                                          | دوحه، قطر                                                                                 |
| ۱۵:۳۰             | عبدی ۴۵' | گزارش خلاصه بازی | جونیور '۴+۴۵، ۴+۴۵'، ۵۵' (پنالتی)، '۸۲ · بولتوش '۷۹ · کیم ته هوان '۶+۹۰ | ورزشگاه: الجنوب تماشاگران: ۸٬۵۱۷ داور: عبدالرحمن الجاسم مرد مسابقه: میلاد سرلک (پرسپولیس) |

مرحله فینال با تصمیم کمیته مسابقات ای‌اف‌سی، تک مسابقه و در ورزشگاهی در غرب آسیا برگزار شد.
| پرسپولیس | اولسان‌هیوندای |

| GK           | ۸۱ | حامد لک               |  |     |
| RB           | ۱۷ | مهدی شیری             |  | '۷۴ |
| CB           | ۶  | محمدحسین کنعانی‌زادگان |  |     |
| CB           | ۴  | سید جلال حسینی (ک)    |  |     |
| LB           | ۷۷ | سعید آقایی            |  |     |
| CM           | ۶۶ | میلاد سرلک            |  |     |
| CM           | ۸  | احمد نوراللهی         |  |     |
| RM           | ۸۸ | سیامک نعمتی           |  |     |
| AM           | ۵  | بشار رسن              |  |     |
| LM           | ۲  | امید عالیشاه          |  | '۹۰ |
| CF           | ۱۶ | مهدی عبدی             |  |     |
| تعویض‌ها:     |    |                       |  |     |
| GK           | ۳۴ | امیرمحمد یوسفی        |  |     |
| GK           | ۴۴ | بوژیدار رادوشویچ      |  |     |
| DF           | ۱۵ | محمد انصاری           |  |     |
| DF           | ۳۸ | احسان حسینی           |  |     |
| MF           | ۱۱ | کمال کامیابی‌نیا       |  |     |
| MF           | ۲۳ | علی شجاعی             |  | '۹۰ |
| MF           | ۲۶ | سعید حسین‌پور          |  |     |
| FW           | ۲۵ | آریا برزگر            |  |     |
| FW           | ۳۶ | آرمان رمضانی          |  | '۷۴ |
| سرمربی:      |    |                       |  |     |
| یحیی گل‌محمدی |    |                       |  |     |

| GK         | ۱  | جو سو-هوک        |     |       |
| RB         | ۲۳ | کیم تائه-هوان    |     |       |
| CB         | ۴۴ | کیم کی-هی        |     |       |
| CB         | ۴  | دیو بولتوش       | '۷۹ |       |
| LB         | ۶  | پارک جو-هو       |     | '۷۲   |
| DM         | ۱۶ | وون دو-جا        |     |       |
| RM         | ۷۲ | لی چونگ-یونگ     |     | '۷۲   |
| CM         | ۱۰ | یون بیت-گارام    |     |       |
| CM         | ۸  | سین جین-هو (ک)   |     | '۸۳   |
| LM         | ۷  | کیم این-سونگ     |     | '۹۰+۱ |
| CF         | ۹  | جونیور نگرائو    | '۸۲ | '۸۳   |
| تعویض‌ها:   |    |                  |     |       |
| GK         | ۲۵ | سو جون-هوان      |     |       |
| DF         | ۲  | جونگ دونگ-هو     |     |       |
| DF         | ۱۵ | جونگ سئونگ-هیون  |     | '۸۳   |
| DF         | ۶۶ | سئول یونگ-وو     |     | '۹۰+۱ |
| DF         | ۷۷ | هونگ چال         |     | '۷۲   |
| MF         | ۲۲ | کوه میونگ-جین    |     |       |
| MF         | ۱۷ | کیم سونگ-جون     |     |       |
| MF         | ۹۸ | لی سانگ-هئون     |     |       |
| FW         | ۱۱ | لی کیون-هو       |     | '۷۲   |
| FW         | ۱۹ | بیورن مارش یونسن |     | '۸۳   |
| سرمربی:    |    |                  |     |       |
| کیم دو-هون |    |                  |     |       |

| کمک داورها: رمضان سعید نعیمی سعود احمد داور چهارم: هتیکمکانامگه پریرا داور پنجم: محد یسری محمد کمک داور ویدئویی: خمیس المری دستیار کمک داور ویدئویی: ادهم المخادمه محمد امیرول ایزوان یعقوب | قوانین بازی - ۹۰ دقیقه. - در صورت مساوی بودن ۳۰ دقیقه وقت اضافه. - ضربات پنالتی اگر بعد از وقت اضافه مساوی شود. - ده ذخیره مشخص شده، که ممکن است حداکثر پنج نفر از آن‌ها استفاده شود، و یک تعویض ششم در وقت اضافه مجاز است. |

### ۱۹
تیم فوتبال پرسپولیس با حضور در لیگ قهرمانان ۲۰۲۱ دهمین حضور خود در این دوره از مسابقات را تجربه کرد.

### گروهی
پرسپولیس که به‌واسطه قهرمانی در لیگ برتر ایران در مراسم قرعه کشی سید یک قرار گرفته بود در مرحله گروهی در این دوره در گروه E مسابقات به همراه تیم‌های الوحده، گوآ و الریان قرار گرفت که با کسب ۱۵ امتیاز به عنوان سرگروه به مرحله حذفی راه یافت. در پایان هفته سوم مسابقات و پایان دور رفت پرسپولیس تنها تیمی بود که توانست با کسب ۹ امتیاز کامل در صدر گروه خود بایستد. مسابقات کشورهای شرق آسیا در قالب ۵ گروه ۴ تیمی صورت گرفت.

### گروه E
| تیم      | بازی | برد | مساوی | باخت | گل‌زده | گل‌خورده | تفاضل‌گل | امتیاز |
| -------- | ---- | --- | ----- | ---- | ----- | ------- | ------- | ------ |
| پرسپولیس | ۶    | ۵   | ۰     | ۱    | ۱۴    | ۵       | ۹+      | ۱۵     |
| الوحده   | ۶    | ۴   | ۱     | ۱    | ۸     | ۳       | ۴+      | ۱۳     |
| گوا      | ۶    | ۰   | ۳     | ۳    | ۲     | ۹       | ۷–      | ۳      |
| الریان   | ۶    | ۰   | ۲     | ۴    | ۶     | ۱۲      | ۶-      | ۲      |

| پرسپولیس | الوحده | گوا | الریان |
| -------- | ------ | --- | ------ |
| —        | ۱–۰    | ۲–۱ | ۴–۲    |
| ۱–۰      | —      | ۰–۰ | ۳–۲    |
| ۰–۴      | ۰–۲    | —   | ۰–۰    |
| ۱–۳      | ۰–۱    | ۱–۱ | —      |

#### بازی‌های دور گروهی
| ۲۵ فروردین ۱۴۰۰ ۱ | پرسپولیس                | ۱–۰              | الوحده               | مارگائو، هند                                                                 |
| ۱۹:۰۰             | حسینی ۴۰' · عالیشاه '۵۵ | گزارش خلاصه بازی | رشید '۲۵ اسماعیل '۴۳ | ورزشگاه: فاتوردا داور: هیرویوکی کیمورا مرد مسابقه: سید جلال حسینی (پرسپولیس) |

| ۲۸ فروردین ۱۴۰۰ ۲ | الریان                                             | ۱–۳              | پرسپولیس                          | مارگائو، هند                                                                  |
| ۲۱:۳۰             | علاءالدین '۷ · الحضرمی ۱۹' · کوم '۵۱ · ترائوره '۵۹ | گزارش خلاصه بازی | کامیابی نیا ۴۷' · مغانلو ۴۹'، ۵۷' | ورزشگاه: فاتوردا داور: ایلگیز تانتاشف مرد مسابقه: کمال کامیابی نیا (پرسپولیس) |

| ۳۱ فروردین ۱۴۰۰ ۳ | پرسپولیس                                     | ۲–۱              | گوآ                            | مارگائو، هند                                                  |
| ۲۱:۳۰             | ترابی ۱۸' (پ) · حسینی ۲۵' · کنعانی‌زادگان '۴۱ | گزارش خلاصه بازی | ادو بدیا ۱۴' '۶۵ · فرناندز '۱۰ | ورزشگاه: فاتوردا داور: هنان هتان مرد مسابقه: دیراج سینگ (گوآ) |

| ۳ اردیبهشت ۱۴۰۰ ۴ | گوآ                           | ۰–۴              | پرسپولیس                                                   | مارگائو، هند                                                                |
| ۲۱:۳۰             | دکونا '۱۵ کومار '۴۱ پریرا '۷۲ | گزارش خلاصه بازی | مغانلو ۲۴' · ترابی ۴۲' (پ) · آل کثیر ۴۷' · کامیابی نیا ۵۸' | ورزشگاه: فاتوردا داور: هیرویوکی کیمورا مرد مسابقه: شهریار مغانلو (پرسپولیس) |

| ۶ اردیبهشت ۱۴۰۰ ۵ | الوحده                                                                              | ۱–۰              | پرسپولیس              | مارگائو، هند                                                          |
| ۱۹:۰۰             | ماتاوز ۶' · جمعه '۱۳ · الکربی '۴۵+۴ · الحربی '۷۱ · انور '۸۳ · الشمسی '۸۵ · حامد '۸۷ | گزارش خلاصه بازی | ترابی '۴۵+۴ امیری '۷۶ | ورزشگاه: فاتوردا داور: ایلگیز تانتاشف مرد مسابقه: تیم ماتاوز (الوحده) |

| ۹ اردیبهشت ۱۴۰۰ ۶ | پرسپولیس                                                         | ۴–۲              | الریان                                            | مارگائو، هند                                                            |
| ۱۹:۰۰             | مغانلو '۱۲ ۲۷' · پهلوان ۳۴' · کنعانی‌زادگان '۵۴ ۶۸' · آل کثیر ۷۳' | گزارش خلاصه بازی | احمد '۴۲ · بولی ۴۸'، ۷۲' · خلیل‌زاده '۵۲ · کوم '۷۹ | ورزشگاه: فاتوردا داور: هیرویوکی کیمورا مرد مسابقه: مهدی ترابی (پرسولیس) |

حواشی
پست آخر صفحه اینستاگرام پرسپولیس حسابی خبرساز شد و با واکنش تند هندی‌ها روبه رو شد. در این پست به جنگ‌های ایران - هند در دوره حکومت نادر شاه افشار اشاره می‌کرد: «۲۸۳ سال پس از فتح هند توسط لشکر ایرانیان، حالا نوبت به جوانان ایرانی رسیده تا یک بار دیگر و این بار در آوردگاه دیگری دست به فتح‌الفتوح بزنند.» این پست یک روز بعد ویرایش شد. یکی صفحه‌های فوتبال هند نوشت: «اینستاگرام رسمی پرسپولیس به کل کشور ما بی‌احترامی کرده است. نتایج مهم نیستند؛ با احترام به گوآ، ما می‌دانیم که کیفیت و قدرت پرسپولیس بیشتر است اما این چه حرفی است که شما نوشته‌اید؟» در رای کنفدراسیون آسیا، باشگاه پرسپولیس به پرداخت ۱۷ هزار و ۵۰۰ دلار جریمه نقدی و برگزاری یک بازی، بدون حضور تماشاگر بعد از اتمام پاندمی کرونا محکوم شد.
قبل از پایان بازی‌های پرسپولیس در لیگ قهرمانان آسیا، سعید نمکی وزیر بهداشت اعلام کرد که این تیم بعد از بازگشت از هند باید به قرنطینه برود. این تیم در بازگشت به تهران، به هتل آکادمی مرکز ملی فوتبال ایران منتقل شد.

#### بازی‌های دور حذفی
یک‌هشتم نهایی
در یک‌هشتم نهایی مرحله حذفی پرسپولیس حریف استقلال دوشنبه شد.
| ۲۳ شهریور ۱۴۰۰ ۱/۸ | استقلال دوشنبه | ۰–۱              | پرسپولیس                        | دوشنبه، تاجیکستان                                                      |
| ۱۹:۳۰              | صفروف '۸۰      | گزارش خلاصه بازی | '۱۹ فرجی · '۷۹ سرلک · ۹۰' ترابی | ورزشگاه: پامیر داور: هیرویوکی کیمورا مرد مسابقه: مهدی ترابی (پرسپولیس) |

یک چهارم نهایی
مراسم قرعه کشی مرحله یک چهارم نهایی لیگ قهرمانان آسیا ۲۰۲۱ روز جمعه ۲۶ شهریورماه ساعت ۱۱:۳۰ به وقت تهران در کشور مالزی برگزار می‌شود. کنفدراسیون فوتبال آسیا رسماً عربستان سعودی را به عنوان میزبان مسابقات این فصل لیگ قهرمانان آسیا از مرحله یک چهارم نهایی به بعد اعلام کرد. تک دیدارهای مرحله یک چهارم نهایی و نیمه نهایی در غرب آسیا و همچنین فینال کل رقابت‌ها که قهرمانان غرب و شرق قاره کهن باید روی در روی یکدیگر قرار گیرند در عربستان سعودی برگزار خواهد شد. کنفدراسیون فوتبال آسیا رسماً عربستان سعودی را به عنوان میزبان مسابقات این فصل لیگ قهرمانان آسیا از مرحله یک چهارم نهایی به بعد اعلام کرد. در بیانیه‌ای که ای اف سی روز جمعه ۲۰ اوت در این رابطه منتشر کرده آمده است مسئولان کنفدراسیون فوتبال آسیا با بررسی درخواست‌های سه کشور امارات، تاجیکستان و عربستان سعودی برای میزبانی بازی‌های مرحله حذفی لیگ قهرمانان آسیا این فصل در منطقه غرب، نهایتاً عربستان را به عنوان میزبان این مسابقات انتخاب کرد. بر این اساس مطابق برنامه از پیش اعلام شده در مرحله یک‌هشتم نهایی بازی‌ها به صورت تک مسابقه در کشورهای امارات، قطر و تاجیکستان برگزار خواهد شد و پس از آن تک دیدارهای مرحله یک چهارم نهایی و نیمه نهایی در غرب آسیا و همچنین فینال کل رقابت‌ها که قهرمانان غرب و شرق قاره کهن باید روی در روی یکدیگر قرار گیرند در عربستان سعودی برگزار خواهد شد. ای‌اف‌سی همچنین کره جنوبی را به عنوان میزبان مراحل یک چهارم و نیمه نهایی منطقه شرق آسیا معرفی کرد. پرسپولیس تنها تیم ایرانی حاضر در نیمه‌نهایی غرب آسیا است. از رقابت‌های مرحله یک‌هشتم نهایی لیگ قهرمانان فوتبال آسیا پرسپولیس توانست با پیروزی یک بر صفر مقابل استقلال تاجیکستان به مرحله بعدی مسابقات صعود کند. پرسپولیس در مرحله یک چهارم نهایی به مصاف الهلال عربستان رفت و با سه گل مغلوب این تیم شد و از صعود به مرحله بالاتر بازماند.
| ۲۴ مهر ۱۴۰۰ ۱/۴ | پرسپولیس                              | ۰–۳              | الهلال                                                     | ریاض، عربستان سعودی                                                 |
| ۲۱:۰۰           | اسدی '۳۵ آقایی '۴۷ فرجی '۵۷ شریفی '۸۰ | گزارش خلاصه بازی | ۲۷' س. الدوسری · ۵۰'، ۷۰' گومیس · '۶۱ مارگا · '۷۲ ال بلیهی | ورزشگاه: ملک فهد داور: ریوجی ساتو مرد مسابقه: سالم الدوسری (الهلال) |

### ۲۰
لیگ قهرمانان آسیا ۲۰۲۲ از اواسط زمستان سال جاری شروع خواهد شد. تیم پرسپولیس (قهرمان لیگ برتر) که نماینده قطعی ایران در این دوره بود. بر اساس اعلام کنفدراسیون فوتبال آسیا با انتشار بیانیه‌ای از قطعی شدن محرومیت باشگاه پرسپولیس به همراه باشگاه استفلال و گل‌گهرسیرجان از لیگ قهرمانان آسیا ۲۰۲۲ خبر داد. در بیانیه AFC آمده است
 کمیته مستقل کنترل کنفدراسیون فوتبال آسیا تصمیم به لغو مجوز حضور سه باشگاه پرسپولیس، استقلال و گل‌گهر سیرجان به دلیل نداشتن مجوز حرفه‌ای مطابق بندهای ۱۴٫۴ و ۱۴٫۵ اساسنامه صدور مجوز حرفه‌ای برای باشگاه‌های، گرفته است. این سه باشگاه نتوانسته‌اند معیارهای ضروری (مطابق بندهای ۳٫۱ و ۳٫۲ اساسنامه صدور مجوز برای باشگاه در AFC) را فراهم کنند و مطابق آن نباید اجازه ورود به لیگ قهرمانان آسیا در سال ۲۰۲۲ را داشته باشند.— کنفدراسیون فوتبال آسیا
مراسم قرعه‌کشی رقابت‌های لیگ قهرمانان آسیا ۲۰۲۲ در روز دوشنبه ۱۷ ژانویه ۲۰۲۲، برابر با ۲۷ دی ماه ۱۴۰۰ در کوالالامپور، مقر کنفدراسیون فوتبال آسیا و به صورت آنلاین برگزار خواهد شد.

### ۲۱
تیم فوتبال پرسپولیس با حضور در لیگ قهرمانان ۲۰۲۳ یازدهمین حضور خود در این دوره از مسابقات را تجربه کرد.

### گروهی
پرسپولیس که به‌واسطه قهرمانی در لیگ برتر ایران در مراسم قرعه کشی سید یک قرار گرفته بود، در مرحله گروهی در این دوره در گروه E مسابقات به همراه تیم‌های النصر، الدحیل و استقلال دوشنبه قرار گرفت.

### گروه E
| تیم            | بازی | برد | مساوی | باخت | گل‌زده | گل‌خورده | تفاضل‌گل | امتیاز |
| -------------- | ---- | --- | ----- | ---- | ----- | ------- | ------- | ------ |
| النصر          | ۶    | ۴   | ۲     | ۰    | ۱۳    | ۷       | ۶+      | ۱۴     |
| پرسپولیس       | ۶    | ۲   | ۲     | ۲    | ۵     | ۵       | ۰       | ۸      |
| الدحیل         | ۶    | ۲   | ۱     | ۳    | ۹     | ۹       | ۰       | ۷      |
| استقلال دوشنبه | ۶    | ۰   | ۳     | ۳    | ۳     | ۹       | ۶-      | ۳      |

| النصر | پرسپولیس | الدحیل | استقلال دوشنبه |
| ----- | -------- | ------ | -------------- |
| —     | ۰–۰      | ۴–۳    | ۳–۱            |
| ۰–۲   | —        | ۱–۲    | ۲–۰            |
| ۲–۳   | ۰–۱      | —      | ۲–۰            |
| ۱–۱   | ۱–۱      | ۰–۰    | —              |

#### بازی‌های دور گروهی
| ۲۸ شهریور ۱۴۰۲ ۱ | پرسپولیس                | ۰–۲              | النصر                                   | تهران، ایران                                                                              |
| ۲۱:۳۰            | سرلک '۱۸ '۵۲ · ریگی '۵۵ | گزارش خلاصه بازی | '۶۱ بروزویچ · '۶۲ اسماعیلی‌فر · ۷۲' قاسم | ورزشگاه: آزادی تهران تماشاگران: ۰ داور: ایلگیز تانتاشف مرد مسابقه: عبدالرحمن غریب (النصر) |

| ۱۰ مهر ۱۴۰۲ ۲ | الدحیل                     | ۰–۱              | پرسپولیس    | دوحه، قطر                                                                                |
| ۲۱:۳۰         | علی عبدالله '۷۸ آیمن '۱+۹۰ | گزارش خلاصه بازی | ۶۳' عالیشاه | ورزشگاه: عبدالله بن خلیفه دوحه داور: هیرویوکی کیمورا مرد مسابقه: امید عالیشاه (پرسپولیس) |

| ۳ آبان ۱۴۰۲ ۳ | پرسپولیس                                  | ۲–۰              | استقلال دوشنبه | تهران، ایران                                                                            |
| ۱۹:۳۰         | صادقی ۴۴'، ۷۳' · رفیعی '۴۵ · گولسیانی '۶۳ | گزارش خلاصه بازی | '۷ سبای        | ورزشگاه: آزادی تهران تماشاگران: ۳۶۴۵۰ داور: مهند قاسم مرد مسابقه: سعید صادقی (پرسپولیس) |

| ۱۶ آبان ۱۴۰۲ ۴ | استقلال دوشنبه                                   | ۱–۱              | پرسپولیس                | دوشنبه، تاجیکستان                                                             |
| ۱۷:۳۰          | جلیلوف '۱۸ · قربانف '۴۳ · اسلاموف '۶۵ · سبای ۷۴' | گزارش خلاصه بازی | '۸ گولسیانی · ۲۹' ترابی | ورزشگاه: پامیر دوشنبه داور: احمد العلی مرد مسابقه: علیرضا بیرانوند (پرسپولیس) |

| ۶ آذر ۱۴۰۲ ۵ | النصر                    | ۰–۰              | پرسپولیس                          | ریاض، عربستان                                                              |
| ۲۱:۳۰        | لاجامی '۱۷ · بروزویچ '۵۹ | گزارش خلاصه بازی | زاهدی '۴۳ عالیشاه '۴۴ رفیعی '۴+۴۵ | ورزشگاه: ورزشگاه مرسول پارک داور: ما نینگ مرد مسابقه: علی نعمتی (پرسپولیس) |

## آمار تیمی

### عملکرد فصل به فصل
| #  | فصل     | نتیجه         | بازی | برد | مساوی | باخت | گل‌ زده | گل خورده | بهترین گلزن تعداد گل                  |
| -- | ------- | ------------- | ---- | --- | ----- | ---- | ------ | -------- | ------------------------------------- |
| ۱  | ۰۳–۲۰۰۲ | مرحله گروهی   | ۳    | ۲   | ۰     | ۱    | ۵      | ۲        | یحیی گل‌محمدی (۲) حسن خان محمدی (۲)    |
| ۷  | ۲۰۰۹    | یک‌هشتم نهایی  | ۵    | ۲   | ۱     | ۲    | ۵      | ۷        | علی کریمی (۲) علیرضا واحدی نیکبخت (۲) |
| ۹  | ۲۰۱۱    | مرحله گروهی   | ۶    | ۱   | ۲     | ۳    | ۶      | ۱۱       | اشپیتیم آرفی (۲)                      |
| ۱۰ | ۲۰۱۲    | یک‌هشتم نهایی  | ۷    | ۳   | ۲     | ۲    | ۱۴     | ۸        | ایمون زاید (۵)                        |
| ۱۳ | ۲۰۱۵    | یک‌هشتم نهایی  | ۷    | ۴   | ۰     | ۳    | ۸      | ۱۰       | محمد نوری (۳)                         |
| ۱۵ | ۲۰۱۷    | نیمه نهایی    | ۱۲   | ۴   | ۶     | ۲    | ۱۷     | ۱۷       | مهدی طارمی (۷)                        |
| ۱۶ | ۲۰۱۸    | نایب قهرمان   | ۱۴   | ۷   | ۳     | ۴    | ۱۷     | ۱۲       | علی علیپور (۵)                        |
| ۱۷ | ۲۰۱۹    | مرحله گروهی   | ۶    | ۲   | ۱     | ۳    | ۶      | ۵        | شجاع خلیل‌زاده (۲) علی علیپور (۲)      |
| ۱۸ | ۲۰۲۰    | نایب قهرمان   | ۱۰   | ۵   | ۲     | ۳    | ۱۳     | ۸        | عیسی آل کثیر (۴)                      |
| ۱۹ | ۲۰۲۱    | یک‌چهارم نهایی | ۸    | ۶   | ۰     | ۲    | ۱۵     | ۸        | شهریار مغانلو (۴)                     |
| ۲۱ | ۲۴–۲۰۲۳ | مرحله گروهی   | ۶    | ۲   | ۲     | ۲    | ۵      | ۵        | سعید صادقی (۲)                        |
| ۲۲ | ۲۵–۲۰۲۴ | مرحله گروهی   | ۸    | ۱   | ۴     | ۳    | ۶      | ۱۰       | فرشاد فرجی (۲) گئورگی گولسیانی (۲)    |

## آمار مسابقات در برابر تیم‌های کشورها
در جدول زیر بازی‌های پرسپولیس در مسابقات لیگ قهرمانان آسیا و لیگ نخبگان آسیا به‌شمار آمده است.
- به روز رسانی: ۲۹ بهمن ۱۴۰۳

## آمار مسابقات در برابر تیم‌ها
در جدول زیر بازی‌های پرسپولیس در مسابقات لیگ قهرمانان آسیا و لیگ نخبگان آسیا به‌شمار آمده است.
| تیم               | بازی     | برد      | مساوی    | باخت     | گل‌زده    | گل‌خورده  |
| ازبکستان          | ازبکستان | ازبکستان | ازبکستان | ازبکستان | ازبکستان | ازبکستان |
| ----------------- | -------- | -------- | -------- | -------- | -------- | -------- |
| بنیادکار          | ۵        | ۲        | ۱        | ۲        | ۴        | ۵        |
| پاختاکور          | ۵        | ۱        | ۲        | ۲        | ۴        | ۸        |
| نسف قرشی          | ۲        | ۱        | ۱        | ۰        | ۳        | ۰        |
| امارات متحده عربی |          |          |          |          |          |          |
| الوحده            | ۶        | ۳        | ۱        | ۲        | ۹        | ۸        |
| الشارجه           | ۳        | ۲        | ۱        | ۰        | ۹        | ۳        |
| الجزیره           | ۲        | ۱        | ۰        | ۱        | ۴        | ۴        |
| الشباب            | ۲        | ۲        | ۰        | ۰        | ۹        | ۲        |
| الوصل             | ۲        | ۲        | ۰        | ۰        | ۳        | ۰        |
| تاجیکستان         |          |          |          |          |          |          |
| استقلال دوشنبه    | ۳        | ۲        | ۱        | ۰        | ۴        | ۱        |
| ترکمنستان         |          |          |          |          |          |          |
| نیسا عشق‌آباد      | ۱        | ۱        | ۰        | ۰        | ۴        | ۱        |
| ژاپن              |          |          |          |          |          |          |
| کاشیما آنتلرز     | ۲        | ۰        | ۱        | ۱        | ۰        | ۲        |
| عراق              |          |          |          |          |          |          |
| الطلبه            | ۱        | ۱        | ۰        | ۰        | ۱        | ۰        |
| الشرطه            | ۱        | ۱        | ۰        | ۰        | ۲        | ۱        |
| عربستان سعودی     |          |          |          |          |          |          |
| الهلال            | ۱۰       | ۱        | ۴        | ۵        | ۶        | ۱۹       |
| النصر             | ۶        | ۲        | ۲        | ۲        | ۲        | ۶        |
| الاهلی            | ۵        | ۲        | ۱        | ۲        | ۸        | ۶        |
| الاتحاد           | ۳        | ۱        | ۰        | ۲        | ۴        | ۸        |
| التعاون           | ۲        | ۲        | ۰        | ۰        | ۲        | ۰        |
| الشباب            | ۲        | ۱        | ۱        | ۰        | ۱        | ۰        |
| قطر               |          |          |          |          |          |          |
| السد              | ۸        | ۴        | ۲        | ۴        | ۷        | ۶        |
| الدحیل            | ۶        | ۲        | ۰        | ۴        | ۵        | ۷        |
| الریان            | ۵        | ۰        | ۱        | ۲        | ۹        | ۷        |
| الغرافه           | ۵        | ۲        | ۲        | ۱        | ۹        | ۸        |
| لخویا             | ۴        | ۲        | ۱        | ۱        | ۴        | ۳        |
| کره جنوبی         |          |          |          |          |          |          |
| اولسان هیوندای    | ۱        | ۰        | ۰        | ۱        | ۱        | ۲        |
| هند               |          |          |          |          |          |          |
| گوا               | ۲        | ۲        | ۰        | ۰        | ۶        | ۱        |
| مجموع             | ۹۴       | ۴۲       | ۲۲       | ۳۰       | ۱۳۸      | ۱۰۵      |

## برترین گلزنان
جدول زیر برترین گلزنان تیم پرسپولیس در مسابقات لیگ قهرمانان آسیا و لیگ نخبگان آسیا را نشان می‌دهد:
| # | نام بازیکن     | گل‌زده |
| - | -------------- | ----- |
| ۱ | علی علیپور     | ۱۱    |
| ۲ | مهدی طارمی     | ۸     |
| ۳ | گادوین منشأ    | ۷     |
| ۴ | عیسی آل‌کثیر    | ۶     |
| ۵ | ایمون زاید     | ۵     |
| ۵ | شجاع خلیل‌زاده  | ۵     |
| ۵ | علی کریمی      | ۵     |
| ۵ | مهدی ترابی     | ۵     |
| ۶ | سید جلال حسینی | ۴     |
| ۶ | شهریار مغانلو  | ۴     |

## آمار مربیان
جدول زیر آمار تعداد دفعاتی که سرمربیان پرسپولیس، هدایت تیم را در هر فصل از لیگ قهرمانان آسیا و لیگ نخبگان آسیا بر عهده داشته‌اند، نشان می‌دهد: